# Рок-музыка
Рок (англ. Rock) — обобщающее название ряда направлений популярной музыки. Слово rock (в переводе с англ. — «качать», «укачивать», «качаться») возникло как сокращение от названия рок-н-ролла, хронологически первого жанра рок-музыки, и обозначает характерные для рок-н-ролла ритмические ощущения, связанные с определённой формой движения, по аналогии с roll, twist, swing, shake. Чаще всего (но не обязательно) рок исполняется с использованием ударных установок, а также перегруженных электрогитар и бас-гитар. Для рок-музыкантов характерно исполнение композиций собственного сочинения. Однако сами по себе эти элементы ещё не делают музыку роком, а потому принадлежность некоторых стилей музыки к року оспаривается.
Рок-музыка имеет большое количество направлений: от достаточно «лёгких» жанров, таких как танцевальный рок-н-ролл, от которого в своё время это направление и произошло (в некотором смысле можно считать, что рок — направление рок-н-ролла), поп-рок, брит-поп, до брутальных и агрессивных жанров — дэт-метала и грайндкора. Содержание песен варьируется от лёгкого и непринуждённого до мрачного, глубокого и философского. Часто рок-музыка противопоставляется поп-музыке и т. н. «попсе». Несколько более определённо можно сказать о так называемой «музыкальной экспрессии», которая в силу повышенной — в сравнении с иными жанрами музыки — динамики исполнения (по разным источникам от 110 до 155 дБ) является особой для многих рок-стилей (направлений), поскольку даже звучание большого симфонического оркестра находится в пределах 85 дБ и редко доходит до 115 дБ («Конкуренцию» в плане громкости могут составить лишь направления музыки, использующие электроакустическое звучание[какие?]). Такие субкультуры, как «бриолинщики», тедди-бои, моды, хиппи, панки, металлисты, готы, эмо, индирокеры, гранжеры и т. д. неразрывно связаны с определёнными жанрами рок-музыки. В целом субкультуры, связанные с рок-музыкой, ассоциируются с протестом и нонконформизмом, а также вниманием к темам, которые до широкой популярности рок-музыки в западном обществе были в значительной мере табуированы (сексуальность, употребление наркотиков, и т. п.).
Истоки рок-музыки лежат в блюзе и традиционном ритм-энд-блюзе, из которых и вышли первые рок-жанры — рок-н-ролл и рокабилли. Первые поджанры рок-музыки возникали в тесной связи с народной и эстрадной музыкой того времени — в первую очередь это фолк, кантри, скиффл, мюзик-холл. За время существования рок-музыки её пытались соединить практически со всеми возможными жанрами музыки — с академической музыкой (арт-рок, появился в конце 60-х, и более поздний симфо-метал), джазом (джаз-рок, появился в конце 60-х — начале 70-х), латинской музыкой (латино-рок, появился в конце 60-х), индийской музыкой (рага-рок, появился в середине 60-х). В 60—70-х появились практически все крупнейшие поджанры рок-музыки. Наиболее важные из них, кроме перечисленных — хард-рок, панк-рок, рок-авангард. В конце 70-х — начале 80-х появились такие жанры рок-музыки, как постпанк, новая волна, альтернативный рок (но в конце 60-х появились ранние представители этого направления), хардкор (крупный поджанр панк-рока). В 70-е сформировалась крупная и самостоятельная ветвь рока — метал, сперва классический хэви-метал, в 80-е — более тяжёлые и радикальные жанры (трэш, дэт, блэк), а в 90-е — смеси метала с другими жанрами (симфо, фолк, готик, прог). В 90-х получили широкое развитие жанры гранж (появился в середине 80-х), брит-поп (появился в середине 60-х), альтернативный метал (появился в конце 80-х).
Основные центры возникновения и развития рок-музыки — США и Западная Европа (особенно Великобритания). Рок был наиболее популярным жанром музыки в США и значительной части западного мира с середины XX века и до начала упадка его популярности в 2010-х гг. Большинство текстов песен — на английском языке, но, с некоторым запозданием, национальная рок-музыка появилась практически во всех странах. Русскоязычная рок-музыка (т. н. русский рок) появилась в СССР в 60—70-х и достигла пика развития в 80-х, продолжив развиваться в 90-х.

## Музыкальные особенности
Рок-музыка обычно исполняется рок-группой, состоящей из вокалиста, гитариста (как правило, играющего на электрогитаре), бас-гитариста и барабанщика, иногда второго гитариста и/или клавишника. Бас-гитара, ударные и ритм-гитара составляют ритм-секцию. Однако существуют примеры использования в рок-композициях практически всех известных музыкальных инструментов. Такое можно встретить, например, в инструментальных композициях, сочинённых в этом стиле.
Отличительная черта рок-музыки — неизменный ритм, поддерживаемый ритм-секцией. Однако, начиная уже с 60-х годов, ряд направлений рока использует композиции с усложнёнными структурами и ритмами. Солирующим инструментом является электрогитара, но также могут использоваться и клавишные. Также в большинстве рок-групп присутствует вокалист. Если в начале своего развития рок-музыка лежала в основном в рамках блюзовой гармонии, то теперь отдельные её направления имеют мало общего в музыкальном отношении.
Попытки дать словарное определение рок-музыки сталкиваются со значительными трудностями, в том числе связанными с различием между британским и более широким американским пониманием этого жанра. Если мнение о значительной роли ритма в рок-музыке можно считать консенсусным, то о других частностях ведутся споры. Пример определения, из которого настолько много исключений, что оно по сути бесполезно, можно найти в Collins Cobuild English Dictionary: «рок — разновидность музыки с простыми мелодиями и очень сильным ритмом, которую исполняет и поет, как правило, громко, небольшая группа людей с электрогитарами и барабанами». Юридические определения рок-музыки сталкиваются с аналогичными трудностями, особенно если они фокусируются только на музыкальной стороне вопроса и игнорируют социологическую составляющую.

## Социально-психологические особенности
Рок — не только музыкальный жанр, но и социокультурный феномен второй половины XX столетия, породивший свою субкультуру. Рок — это, с одной стороны, рупор молодёжи, музыкальное воплощение раздирающих её противоречивых настроений, конфликта с общепринятыми нормами. С другой стороны, рок — один из инструментов шоу-бизнеса, направленный на коммерческую прибыль в индустрии развлечений. Эта двойственная природа и обусловливает противоречия, «пилообразность» развития жанра. По сути дела, вся история рока состоит из схожих циклов, в начале каждого из которых — бунт, протест, рождение новых стилей и новых ценностей, возникновение групп и исполнителей-основоположников стиля (1955, 1967, 1977, …), а затем — постепенный процесс «приручения», коммерциализации, порой — упрощения, возникновения вторичных рок-групп.
Рок-музыка как культурный феномен породила так называемый «рок-н-ролльный образ жизни», определённый стиль поведения и систему жизненных ценностей, своего рода философию. Тем не менее, возникшие на основе различных течений рок-музыки субкультуры порой имеют мало схожего. Рок-музыка (не во всех жанрах) обладает относительно большой захватывающей энергией (драйвом). Она может дать личности свободу от устоявшихся общественных принципов и стереотипов, от окружающей действительности.
С момента своего появления рок-музыка ассоциировалась с протестом против общественных и политических норм, начиная с подросткового бунта против «взрослой» культуры 1950-х гг. в раннем рок-н-ролле, продолжая неприятием конформизма и общества потребления в контркультуре 1960-х и ещё более всеобъемлющим неприятием социальных норм в панк-роке, но по мере коммерциализации — также и способом коммерческой эксплуатации протестных идей и отвлечения молодёжи от реального активизма. Если в 1950-х гг. рок-н-ролл многими не воспринимался всерьез как сиюминутная мода на музыку для подростков с соответствующими их возрасту интересами, то в 1960-х гг. «молодежь» стала идеологической категорией, связанной с гедонизмом, индивидуализмом и модернизмом, и включающая не только подростков, но и людей студенческого возраста, что способствовало и эволюции рока от развлекательной танцевальной музыки до стиля серьёзного самовыражения. Все это позволило рок-музыке позиционировать себя как музыку для молодёжи, выражающую протест против устоявшихся норм, даже после того, как она сама стала частью общественной нормы, а её исполнители и слушатели повзрослели и отошли от подростковой безответственности.
Рок-музыка многократно обвинялась в пропаганде употребления наркотиков и беспорядочных половых связей (что отражалось в известном слогане «Sex, drugs & rock’n’roll»), подростковой преступности и «богохульства», что вкупе с присутствием в текстах многих рок-групп антивоенной и другой политической тематики, приводило к попыткам цензурных запретов рок-музыки в разных странах, продолжавшихся вплоть до 1990-х гг., и в значительно меньшей степени — в XXI веке; в этом плане не были исключением СССР и Россия. Значительную роль рок-музыки в развитии антисоветских настроений у советской молодёжи отмечают как западные, так и просоветские публицисты. В США негативное отношение к рок-музыке исходило в первую очередь от христианских фундаменталистов, считавших её «музыкой дьявола», а в случае с афроамериканскими исполнителями рок-н-ролла было мотивировано и открытым расизмом в 1950-х гг.
Различие между рок- и поп-музыкой лежит прежде всего в идеологической плоскости: рок-музыка претендует на искренность и аутентичность самовыражения исполнителей, даже если она является частью многомиллионной индустрии шоу-бизнеса. Распространённое в среде поклонников рок-музыки убеждение в том, что она представляет собой некую высокохудожественную, аутентичную и элитарную форму искусства, контрастирующую с якобы «продажной» и несерьезной поп-музыкой, благодаря британскому рок-музыканту Питу Уайли получило название «рокизм».

### Роль женщин
Исполнение рок-музыки в целом является гомосоциальным видом деятельности, кроме того, рок-музыка традиционно ассоциируется с «мужским» духом бунтарства, в связи с чем большинство рок- и особенно метал-групп состоят исключительно из мужчин. В классическом рок-н-ролле 1950-х гг. женщины не играли какой-либо значительной роли, что отражало характерные для того времени патриархальные настроения в обществе, несмотря на стремление рок-сцены выйти за рамки строгих общественных норм. В феминистских публикациях рок-музыка зачастую критиковалась как «наиболее мизогинная и агрессивная форма музыки» с почти исключительно мужским составом исполнителей и в основном мужской аудиторией. В гаражном роке 1960-х гг уже существовали полностью женские группы, но они не пользовались широкой популярностью, и до успеха Сьюзи Кватро в 1973 году женщины в рок-группах, как правило, могли петь, но не играть на инструментах.
В числе известных рок-вокалисток 1960-х гг. — Дженис Джоплин и Грейс Слик, 1970-х гг. — панк-вокалистка Патти Смит. В панк-роке, благодаря распространённости эгалитарных ценностей в этой сцене, участие женщин стало достаточно распространённым, что в итоге привело в 1990-х гг. к появлению движения riot grrrl, ориентированного на продвижение в инди-роке и панк-роке идей феминизма третьей волны в радикальной форме. 
Метал-сцена состояла почти исключительно из музыкантов-мужчин по крайней мере до середины 1980-х гг., за редкими исключениями типа полностью женской NWOBHM-группы Girlschool. Тем не менее в метале и хард-роке 1980-х получили значительную известность такие вокалистки, как Лита Форд и Доро Пеш, а позднее, начиная со второй половины 1990-х гг., женский вокал получил достаточно широкое распространение в готик- и симфоник-метале (Лив Кристин, Тарья Турунен и др.)
Одной из самых популярных рок-групп с женским вокалом стали Evanescence, чей дебютный альбом «Fallen» (2003) получил мировой успех, сравнимый с релизами крупнейших поп-звезд того времени, и хотя их последующие работы не смогли повторить его, они стали источником вдохновения для других известных альтернативных рок-групп с женским вокалом, прежде всего Halestorm и The Pretty Reckless.

## История развития рок-музыки в мире

### Первые шаги
Началом рок-музыки является появление жанра рок-н-ролла, вобравшего в себя черты блюза, ритм-энд-блюза, буги-вуги, кантри, музыки госпел.
Значительное влияние на рок-н-ролл оказали блюзовые исполнители Роберт Джонсон, Лидбелли, Мадди Уотерс. Название «рок-н-ролл» происходит из песен госпел-исполнителей 1940-х годов и, являясь по сути призывом к танцу, представляет собой сексуальный эвфемизм. Впервые выражение появилось в песне «Good Rockin’ Tonight» Роя Брауна в 1947 году. В 1949 году выходит песня «Rock And Roll» Уайлда Билла Мура.
Развитие раннего рок-н-ролла связано в основном с американскими исполнителями, однако установить, какая песня или пластинка может считаться первой в жанре, практически невозможно. Среди возможных вариантов — сингл «Fat Man» Фэтса Домино, вышедший в 1950 году. Согласно другим версиям, первой рок-н-ролльной записью является «Rocket 88», записанная в 1951 году Jackie Brenston and his Delta Cats.

#### Рок-н-ролл1950-х
| - Чак Берри - Билл Хейли и "Кометы" - Литтл Ричард |

Среди тех, кто заложил основы рок-н-ролла как полноценного жанра, важнейшими исполнителями являются Фэтс Домино, Бо Диддли и Чак Берри. Чак Берри начал всерьёз заниматься музыкой в 1953 году, а в 1955 уже записал первый сингл «Maybellene». Чак Берри положил начало рок-стилю в текстах песен, имидже, игре на гитаре.
Среди других влиятельных афроамериканских музыкантов в жанре рок-н-ролла следует выделить Литтл Ричарда, который повлиял на последующее формирование гаражного рока и протопанка, поскольку его манера пения и игры на пианино была значительно более агрессивной и напористой, чем у конкурентов.
Поначалу рок-н-ролл считался специфической музыкой, характерной только для афроамериканской аудитории. Однако уже появлялись первые белые артисты, исполнявшие рок-н-ролл. Прорывом рок-н-ролла в мейнстрим стала песня Билла Хейли «Rock Around the Clock». Однако титул «короля рок-н-ролла» завоевал другой белокожий артист — Элвис Пресли. Он стал первым, кто записал рок-н-ролл на одном уровне с афроамериканскими артистами (когда диджеи ставили его первые записи в эфир, они специально предупреждали, что это поёт белый артист).
Другим знаменитым белым исполнителем рок-н-ролла стал Джерри Ли Льюис, получивший прозвище «Killer» за неистовую манеру исполнения и игры на пианино. Чуть позже стала появляться более мягкая форма «белого» рок-н-ролла, связанная прежде всего с именами Бадди Холли и Everly Brothers.

#### Рокабилли
На основе синтеза рок-н-ролла и кантри (особенно его южного поджанра — хиллбилли) появился особый поджанр рок-музыки — рокабилли. Наиболее известные его представители в 50-х — Эдди Кокрэн, Джин Винсент и Карл Перкинс. Среди первых образцов рокабилли выделяются некоторые ранние записи знаменитого кантри-певца Джонни Кэша. Немалое влияние на жанр оказали первые синглы Элвиса Пресли («That's All Right») и Чака Берри («Maybellene»). Музыка рокабилли вновь стала популярной в 80-х годах. Среди представителей нео-рокабилли — Stray Cats, The Cramps, Heavy Trash, Мистер Твистер.

#### Рок-н-роллв Великобритании
Первые британские рок-н-ролльные записи появились в середине 1950-х годов. Если в США рок-н-ролл развивался в тесном соприкосновении с корневыми жанрами — блюзом и кантри, — то на британский рок-н-ролл наибольшее влияние оказал скиффл. В частности, один из популярнейших исполнителей скиффла — Лонни Донеган. Среди множества появившихся в то время скиффл-групп были и группы будущих участников The Beatles — The Quarrymen (Джон Леннон) и Eddie Clayton Skiffle Group (Ринго Старр).
Одними из первых британских рокеров были Томми Стил, Клифф Ричард, Билли Фьюри, Вилли Харрис. Первыми исполнителями, которые составили конкуренцию американским рокерам в английских чартах, стали Клифф Ричард и The Shadows, записавшие первый британский рок-н-ролльный хит — «Move It».

### Рок-музыка 1960-х годов

#### На границе десятилетий:сёрф
В 1957 году была записана композиция «Rumble» гитариста Линка Рея, в которой впервые был использован эффект фузза (англ. fuzz) на гитаре; таким образом, от этой песни в какой-то мере происходят все «тяжёлые» жанры рок-музыки, в частности, хэви-метал и панк-рок. Линк Рей вместе с Диком Дейлом и The Surfaris положил начало новому жанру инструментального танцевального рок-н-ролла — сёрфу, основанному на гавайском звучании гитары, обычно с эффектом вибрато (англ. vibrato). Первой сёрф-записью считается «Bulldog» The Fireballs, а ключевыми представителями — The Ventures, The Chantays, в Англии — The Shadows.
Чуть позже инструментальный сёрф уступил место вокальному сёрф-попу, известнейшие представители которого — Jan and Dean и The Beach Boys. Влияние звука сёрф породило сёрф-рок, совмещавший традиционную рок-музыку и сёрф-звучание; сёрф-рок песни встречаются у множества исполнителей.

#### Первая половина 1960-х
На основе ритм-энд-блюза, рок-н-ролла и соула не без влияния народной британской музыки в Англии стали появляться группы, игравшие новую форму танцевальной музыки — бит-музыку. Среди поджанров бита выделялся мерсибит, типичными примерами которого являются записи Gerry & The Pacemakers, The Searchers, Rory Storm and the Hurricanes и ранние записи The Beatles. Именно The Beatles со своим синглом «I Want To Hold Your Hand» смогли впервые потеснить в американских чартах американских же исполнителей, положив начало так называемому «британскому вторжению» (англ. British Invasion). Параллельно с этой формой музыки в Америке развивались местные стили на основе фолка и кантри — важнейшим из них стал фолк-рок.

##### Британское вторжение
Термином «британское вторжение» (англ. British Invasion) принято называть проникновение популярной британской музыкальной культуры на территорию США. The Beatles, с успеха синглов которых и начался новый этап рок-истории, закрепили успех «высадкой» на американский берег в феврале 1964 года. The Beatles уже в ранние годы представляли собой принципиально новое явление в мировой музыке, и в рок-музыке в частности — в них соединялись необычайная музыкальная плодотворность и принципиально новый имидж (не просто автор-исполнитель с группой, а четверо ярких личностей, группа, где каждый поёт и каждый способен сочинить хит). Охватившая практически весь мир популярность The Beatles (её началом можно примерно считать выступление на шоу Эда Салливана в 1964 году) положила начало небывалому для того времени явлению — «битломании». Вслед за The Beatles обрёл популярность и ряд других британских групп. Музыкальная жизнь Британии стала развиваться, открывались новые музыкальные клубы, а бит-музыка становилась всё более разнообразной.

###### Биг-бит и мерсибит
Ряд представителей «британского вторжения» продолжали играть музыку в духе ранних работ The Beatles — лёгкий, мягкий, мелодичный бит. Наиболее успешными в данном направлении оказались The Searchers (считавшиеся второй по значимости мерсибит-группой), Herman's Hermits, Manfred Mann, The Hollies. Также значима игравшая мелодичный бит с элементами фолка группа The Zombies (их самый известный хит — «She’s Not There»).

###### Ритм-энд-блюзиблюз-рок
Ряд групп «британского вторжения» в большей степени, чем остальные, подверглись влиянию ритм-энд-блюза. В частности, с исполнения ритм-энд-блюза начинали The Yardbirds. В начале существования группы в её составе был гитарист Эрик Клэптон, который быстро покинул группу; на смену ему пришёл Джефф Бек, которого в свою очередь сменил Джимми Пейдж. Всё трое соло-гитаристов, прошедших через Yardbirds, стали первым поколением «гитарных героев» — вышедших на передний план гитаристов, которые привлекали всё большее внимание и имели собственных поклонников.
Сильное влияние ритм-энд-блюза испытали также The Animals, которые использовали в качестве лидирующего инструмента орган. Они записали ставшую «канонической» кавер-версию народной песни «House Of The Rising Sun», ставшей одной из самых часто исполняемых песен в рок-музыке.
Однако самой влиятельной группой, возникшей на основе ритм-энд-блюза и на протяжении всей своей карьеры возвращавшейся к блюзовым корням, стали The Rolling Stones. Их имидж был значительно более агрессивным, «грязным», чем у The Beatles и мерсибит-групп; звучание и проблемы, поднимаемые в песнях, также демонстрировали новый подход к музыке.

###### Появление тяжёлой музыки
«Тяжёлая» музыка традиционно берёт начало с сингла группы The Kinks «You Really Got Me» 1964 года. Здесь впервые в рок-музыке были использованы «тяжёлые» гитарный рифф и соло прифуззованной гитары. Первые альбомы The Kinks отличались, наряду с утяжелённым бит-саундом, также остросоциальными текстами. Идеологически они стали одними из основателей субкультуры модов (наиболее популярна она была в середине 1960-х, придя на смену тедди-боям).
Главными идеологами движения модов стала группа The Who. Первые их два альбома являются одними из самых жёстких записей своего времени, а на сцене они отличались бешеной энергетикой и тем, что впервые стали крушить на сцене гитары. Также The Who считаются одними из первопроходцев использования нойза и фидбэка в роке, а некоторые их тексты были довольно вольными для своего времени. К более поздней музыке The Who впервые был применён термин пауэр-поп.
Среди идеологов мод-движения стоит также упомянуть The Pretty Things и The Small Faces. Эти группы играли жёсткий вариант ритм-энд-блюза, нередко с остросоциальными текстами.
Наконец, особняком среди британских первопроходцев жёсткой музыки стоят The Troggs — среди всех групп британского вторжения она была наиболее близка к гаражному року.

##### Рождениефолк-рока
Хотя во времена пика «британского вторжения» местная музыка в Америке была вытеснена из хит-парадов, здесь продолжала развиваться собственная рок-сцена. На основе звука вокальных фолк-групп и фолк-исполнителей 30-50-х годов (не без влияния блюза) создавали свою музыку фолк-исполнители начала 60-х, влиятельнейшим из которых являлся Боб Дилан. Он наглядно продемонстрировал своему поколению, что в популярной музыке можно говорить не только о любви мужчины и женщины, но затронуть и множество других тем, в том числе философских и социальных. В 1963 году он выпустил песню, ставшую гимном политического протеста — «Blowin’ in the Wind» («Витающее в воздухе»), основное содержание которой сводится к поиску ответа на вопрос: «Как долго ещё это зло будет продолжаться?». Песни Дилана звучали на студенческих митингах, массовых демонстрациях против войны во Вьетнаме, маршах в защиту прав меньшинств. Однако в середине 1960-х годов Дилан отошёл от традиций фолк-рока, политический протест у него уступил место самосозерцанию и самоуглублению.
В 1965 году The Byrds положили начало собственно фолк-року — с вокальными гармониями на основе идей фолковых вокальных групп и уплотнённым по сравнению с акустическими фолк-исполнителями гитарным саундом. Характерным для фолк-рока был также социальный подтекст песен. В 1964 году Боб Дилан также перешёл от акустического к фолк-роковому звучанию, став знаковой фигурой рок-музыки и записав одну из знаменитейших рок-песен «Like a Rolling Stone». Buffalo Springfield стали второй по значимости фолк-рок-группой Америки, положив начало кантри-року. Немалый вклад в развитие жанра внесли Нил Янг, Simon & Garfunkel, Джони Митчелл. Песня Simon & Garfunkel «The Sound of Silence» (1965) стала сверхпопулярной. Её автор Пол Саймон объясняет это тем, что «было в ней что-то настоящее, что нашло отклик у миллионов людей».
В Британии появилась также своя фолк-рок-сцена, представителями которой являются Fairport Convention, Steeleye Span, Lindisfarne, Pentangle. Их стиль также принято называть электрик-фолк; мотивы британской фольклорной музыки здесь постепенно стали преобладать над американскими корнями. Одна из ветвей развития электрик-фолка, основателем которой является Алан Стивелл, положила начало кельтскому фолку.

###### Американскийпоп-рок
На основе фолк-рокового саунда в Америке 1965—1966 гг. стал формироваться ранний поп-рок, важнейшими представителями которого стали The Lovin' Spoonful, The Turtles, The Grass Roots, The Mamas And The Papas (последние считаются одной из влиятельнейших вокальных поп-групп 60-х). Поп-рок был гармонически и музыкально ориентирован на фолк-рок, но не без влияния сёрф-попа и серф-рока (в основном The Beach Boys).

##### Гаражный рок
Помимо той музыки, которая попадала в чарты и на телевидение, в начале-середине шестидесятых годов начал развиваться и своеобразный андерграунд: группы, репетировавшие чаще всего в гаражах и записывавшие грязные и шумные пластинки. Не все представители гаражного рока ориентировались на жёсткую музыку, однако наиболее «тяжелые» и бескомпромиссные из них считаются первыми прото-панк-музыкантами. Многие из представителей гаражного рока не выпустили даже одного полноценного альбома, поэтому вышли и продолжают выходить серии сборников, посвящённые гаражу и включающие синглы, живые записи и другие раритеты; самые известные из них — Nuggets, Cover. В целом имидж и музыка значительной части гаражных команд оказали сильное влияние на последующее развитие прото-панка и панк-рока.

###### Истоки и расцвет гаражного рока
Мнения по поводу того, что считать первой песней в жанре гаражного рока, расходятся. Среди вариантов — «Rumble» Линка Рея, «Jenny Lee» Jan and Dean, «Dirty Robber» The Fabulous Wailers. Среди предшественников прото-панка следует назвать и Литтл Ричарда, и Джерри Ли Льюиса. В 1962 году записывается главный гаражный стандарт — «Louie Louie» The Kingsmen (кавер-версия забытого рок-н-ролла 1956 года, чуть ранее популяризированного в узких кругах The Fabulous Wailers), ставший одной из самых перепеваемых песен в рок-музыке и особенно в альтернативном роке.
С началом британского вторжения гаражные рокеры Америки получили образец для подражания — британские группы. Расцвет гаражного рока приходится на середину десятилетия. Среди ключевых групп направления — The Sonics, записывавшие безумные рок-н-роллы с сильно утяжелённым для того времени гитарным звучанием и саксофонными партиями, The Seeds, игравшие более мягкую музыку с использованием органа, а также The Standells, Kenny and the Kasuals, The Music Machine, The Knickerbockers. Изредка отдельные песни гаражных групп становились хитами: так случилось с «Psychotic Reaction» Count Five, «96 Tears» Question Mark & the Mysterians, «Dirty Water» The Standells. Особняком среди гаражного рока находятся Monks — группа, чьё оригинальное звучание (хаотическая гитара, фидбэк, безумные тексты, странные аранжировки) не имеет близких аналогов среди рока 1960-х.

###### Фрик-бит
Родственным по отношению к гаражному року было и английское направление фрикбит, представленное группами The Primitives, The Faires, The Misunderstood. Оно стало своего рода андерграундной реакцией на битломанию и британское вторжение, а звучание фрик-бита было близким к гаражному року, но с большим влиянием бита и мод-культуры.
Среди других региональных гаражных сцен примечательной была японская, получившая название «group sounds».

#### Середина 60-х: начало инноваций в рок-музыке

##### Появление психоделического рока
В конце 1965—1966 годах в Америке стал формироваться новый музыкальный жанр — психоделический рок. Основой для него стали, с одной стороны, музыкальные поиски гаражных групп, с другой стороны — развитие фолк-рока. Термин впервые был применён по отношению к фолковой группе Holy Modal Rounders; одними из первых гаражных психоделических групп (и первыми, использовавшими слово «psychedelic» в названии альбома) стали The 13th Floor Elevators и Blues Magoos. Основами роста психоделической культуры стали развитие субкультуры хиппи и наркотики (прежде всего психоделики) — в частности, ЛСД, мескалин и даже марихуана. Характерными для жанра стал необычный «мистический» саунд, который достигался использованием различных звуковых эффектов наподобие реверберации, и откровенно сюрреалистические тексты песен и, нередко, философия хиппи (в частности, идеалы любви и пацифизм).
Одной из предпосылок формирования психоделической культуры Британии стало распространение элементов индийской (рага) и другой этнической музыки у групп британского вторжения. Впервые индийские мотивы были использованы Yardbirds и чуть позже развиты The Kinks. Впервые использовали индийский инструмент ситар в записи The Beatles, песни которых и стали самым известным случаем использования индийских мотивов в психоделическом роке.
В целом ранний британский психоделический рок отличался меньшим, по сравнению с американским, влиянием фолка, он развивался за счёт традиций британской рок-музыки и поп-рока. При равной степени экспериментальности саунда (в чём группы по обе стороны Атлантики устроили негласное соревнование), для ранней британской психоделии менее характерна была импровизационность исполняемого материала.

##### Другие инновации
Отталкиваясь от музыкальных идей психоделического рока, Фрэнк Заппа в 1966 году заложил своим дебютным альбомом основы рок-авангарда — экспериментальной музыки, нередко с сатирическим или даже антисоциальным подтекстом. Джими Хендрикс во второй половине 60-х открыл в электрогитаре бесконечный источник возможностей нового звучания, расширив её диапазон и «словарь».
Для британской музыки того же времени были характерны инновации в области поп-рока. The Kinks, уйдя от жёсткого гитарного звучания, пришли к поп-рок-музыке с сильным влиянием мюзик-холла и без элементов психоделии, которая получила название брит-поп и возродилась в 1990-х годах. Элементы идей The Kinks использовали многие группы британского вторжения. В 1965 году The Beatles также пошли по пути совершенствования своего раннего звучания; их работы 1965—1966-х годов сочетали элементы ранней психоделии, брит-попа и бита; при этом аранжировки не были строго привязаны к составу группы, которая начала активно использовать студийные возможности. Эти работы стали одним из эталонов поп-рок-музыки.

#### Вторая половина 1960-х. Расцвет классического рока
Хотя чёткого разделения музыки 1960-х годов на несколько пластов не существует, именно период с 1966 по 1969 годы принято считать временем наибольшего расцвета так называемого «классического рока» — этот условный термин включает в себя все основные направления музыки 1960-х, начиная с «британского вторжения» (в широком смысле он включает в себя также хэви-метал и арт-рок 70-х). 1967 год традиционно считается лучшим годом в истории рок-музыки — годом, когда появлялись величайшие произведения в жанре поп-рока, психоделического рока, блюз-рока, и одновременно уже развивался произошедший от гаражного и психоделического рока ранний музыкальный андерграунд.
В развитии музыки конца 1960-х особенно ярко проявились характерные для 1960-х годов тенденции к увеличению её роли в обществе: из ещё одного средства развлечения рок-музыка стала феноменом контркультуры. С рок-музыкой связаны движение хиппи в Америке, Молодёжная революция в Европе. Музыка стала неразрывно связана с общественным противостоянием войне во Вьетнаме.
Основными событиями этой эпохи, далеко не только музыкальными, стали рок-фестивали «Лето любви», которые проходили в Монтрее (1967 год), в Вудстоке (1969 год), на острове Уайт (1970 год). Своего рода гимнами хиппи и движения «Сила цветов» (Flower Power) стали песни «Let's Get Together» группы The Youngbloods (1967), «Come Together» The Beatles (1969), «Somebody to Love» Jefferson Airplane (1966), и песня с провокационным текстом «Let’s Spend the Night Together» The Rolling Stones (1967).
В какой-то мере музыка 1966—1969 годов заложила основы для всех последующих достижений рок-музыки.

##### Расцветпсиходелического рока

###### Общие черты
Психоделическая музыка стала главным символом рок-музыки конца 1960-х и основой для большей части музыкальных инноваций того времени. К 1967 году жанр окончательно сформировался, и так или иначе с ним соприкасались все (за редкими исключениями) главные рок-группы того времени. Целью звучания психоделического рока была передача состояния трансцендентального сознания через музыкальные образы. Психоделическая культура Америки ещё прочнее срослась с субкультурой хиппи, для британской была характерна меньшая политизированность и импровизационность. Апогеем американской психоделии конца 1960-х стал легендарный фестиваль в Вудстоке, начавшийся 15 августа 1969 и получивший название «Три дня мира и музыки».

###### Американскийпсиходелический рок
В американской психоделии в большей или меньшей степени проявлялось влияние её истоков — фолк-рока (в общем звучании) и гаражного рока (в экспериментальности и импровизационности). Ряд значительных групп сохранили более тесную связь с фолк-роком. Прежде всего, это Love — первая «белая» группа с афроамериканцем в составе и один из первых коллективов хиппи-сцены, появившихся на крупном лейбле. Однако более популярны в дальнейшем стали также близкие к фолковым истокам Jefferson Airplane.
Одной из влиятельнейших американских групп были The Grateful Dead, звук которых был ближе к ритм-энд-блюзу, однако отличался наличием элементов множества других стилей — фолка, джаза, кантри. Они знамениты уникальными «живыми» выступлениями, которые превращались в длинные гипнотические джемы. Группе The Doors удалось стать не только музыкальным явлением, но и культурным феноменом. Упор был сделан на гипнотические органные партии и (в меньшей степени) оригинальные гитарные партии. Однако популярности The Doors во многом способствовала уникальная харизматичная личность и глубокая лирика их лидера Джима Моррисона.
Ряд ведущих психоделических артистов ориентировался на «чёрную» музыку — ритм-энд-блюз, соул, блюз-рок. Соул оказал сильное влияние на Дженис Джоплин, обладательницу уникального «блюзового» голоса, записавшую ряд альбомов с разными составами (в том числе Big Brother & the Holding Company). Ещё более важным явлением в рок-музыке стало творчество Джимми Хендрикса, который многими считается величайшим гитаристом в истории рок-музыки. Его музыка была ориентирована, с одной стороны, на психоделию, с другой — на предельно утяжелённый блюз-рок. Протяжные, страстные, виртуозные соло Джимми Хендрикса открыли новые возможности для использовании электрогитары в рок-музыке, а его саунд был уже совсем близок к хард-року.
Во второй половине 1960-х отошли от сёрф-попа The Beach Boys, ставшие одной из знаковых групп американской психоделии. В 1969 году благодаря Вудстокскому фестивалю стал популярен гитарист Карлос Сантана, который стал основателем особого жанра — латино-рока. Продолжал развиваться и гаражный психоделический рок (группы The Electric Prunes, Tomorrow, Strawberry Alarm Clock).

###### Британскийпсиходелический рок
В отличие от американского, британский психоделический рок развивался за счёт не столько новых групп, следовавших этому течению, сколько экспериментов ведущих групп «британского вторжения».
Альбомы The Beatles «Revolver» и «Sgt. Pepper's Lonely Hearts Club Band» (ставший одним из влиятельнейших в рок-музыке вообще), наглядно демонстрировали поиски нового звучания и новых идей. Для The Beatles 66-67 годов, помимо элементов психоделии в музыке, были характерны своеобразные, нередко фантасмагоричные тексты. Многие другие британские группы также выпустили интересные психоделические (нередко концептуальные) работы — среди них The Who, Yardbirds, Hollies. Менее удачным вышел психоделический эксперимент The Rolling Stones. The Pretty Things в 1968 г. записали первую в истории рок-оперу — психоделический альбом «S.F. Sorrow». Шотландский исполнитель Донован исполнял мягкий психоделический рок с влиянием фолка. Образованная в 1966 году группа Cream тяготела к тяжёлому звучанию на основе блюз-рока с элементами психоделии, и иногда Cream, а не Led Zeppelin, называют первой группой хэви-метала.
Однако в Англии формировалась и новая чисто психоделическая сцена, хотя многие интересные её представители не добились широкого признания — среди них Traffic, The Nice, Tomorrow, High Tide. Самой знаковой английской психоделической группой стали Pink Floyd; для их работ характерны своеобразный гитарный саунд и необычные музыкальные структуры, призванные передать ощущение ЛСД-трипа.

##### Андерграундная музыкальная культура
Хотя изначально психоделический рок был близок к гаражному, к моменту расцвета культуры хиппи на основе поисков гаражных групп уже сформировалась альтернативная музыкальная культура.
Одной из наиболее значительных и влиятельных групп 1960-х годов стали Velvet Underground. Их музыка и идеология 1966—1967-х годов была откровенно противоположна идеалам хиппи. Выпущенный мизерным тиражом дебютный альбом группы с тягучими, мрачными песнями и текстами, посвящённым неприятным и «крамольным» для того времени темам, фактически положил начало всему направлению альтернативного рока. На втором альбоме Velvet Underground заложили основы использования нойза и фидбэка в музыке. В дальнейшем группа стала записывать более мягкую музыку, однако успех и признание пришли к ней уже значительно позже.
Развивался и рок-авангард, лидером которого, помимо Фрэнка Заппы, стал его друг Капитан Бифхарт, музыка которого была более приближена к блюз-року. Среди примечательных авангардных артистов — гаражная группа The Fugs. Своеобразный вклад в развитие авангардной музыки внесла девичья группа The Shaggs, считающаяся «лучшей из худших групп в истории рока».
Развитие гаражного рока, а именно его самого жёсткого направления — прото-панка, привело к появлению в конце 60-х самых агрессивных и тяжёлых его представителей, уже вплотную приблизившихся к панк-року. Это группы «детройтской школы» гаражного рока — MC5 и The Stooges, чьи альбомы были жёсткими, мрачными и открыто противостояли музыкальному мейнстриму. Лидером The Stooges был Игги Поп, позже прославившийся и как сольный артист.
Все андерграундные артисты второй половины шестидесятых — Капитан Бифхарт, MC5, The Stooges, Velvet Underground, — оказали огромное влияние на последующее развитие панка и альтернативного рока.

##### Конец десятилетия
Многие группы «британского вторжения» к концу десятилетия уже прекратили активную творческую деятельность или же попросту не представляли никакого интереса. Однако наиболее знаковые группы шестидесятых продолжали развиваться. Свои лучшие работы в жанре ритм-энд-блюза записали в конце десятилетия The Rolling Stones. Ранний пауэр-поп The Who отошёл от канонов прото-панка — была записана одна из первых рок-опер «Tommy». Развивались The Kinks, The Pretty Things. The Beatles распались в 1970 году, после записи ещё нескольких значительных поп-роковых пластинок.
Продолжают развиваться музыкальные направления, зародившиеся ещё в первой половине 60-х. Так, появляется ряд известных групп, чья музыка основана на блюзе: Free (образована при участии ведущего британского ритм-энд-блюз-исполнителя Алексиса Корнера), Fleetwood Mac, основу которой составляли музыканты, работавшие с другой «иконой» ритм-энд-блюза — Джоном Мейоллом. Продолжается развитие фолк-рока: удачные пластинки записывает фолк-рок-группа с сильным влиянием ритм-энд-блюза Creedence Clearwater Revival; выходят первые работы английской фолк-группы Jethro Tull со своеобразным, основанным на использовании флейты звучанием. Интересные пластинки в жанре поп-рока создают The Move. В 1967 г начинается карьера знаменитого певца Леонарда Коэна.
В 1969 году появляются первые представители новых жанров — хард-рока и арт-рока; именно появление и расцвет этих жанров можно считать знаком финала эпохи 1960-х в рок-музыке и начала 1970-х.

### Рок-музыка 1970-х годов

#### Новые жанры рок-мейнстрима
С началом семидесятых годов многие жанры, бывшие популярными в 1960-х годах, отходят на второй план. Наибольшим коммерческим успехом начинают пользоваться новые жанры — в первую очередь хард-рок, прогрессив-рок (арт-рок) и глэм-рок. Ряд жанров (например, брит-поп, поп-рок, фолк-рок) отходят на задний план или подвергаются значительным изменениям.

##### Возникновение и развитиехард-рока

###### Формирование жанра
Ряд групп, которые пытались на основе блюз-рока создать «тяжёлый» гитарный саунд, уже во второй половине 1960-х заложили основы стиля, получившего название хард-рок. Среди главных предтеч хард-рока в 1960-х годах — ранние The Kinks, The Who, позже — Yardbirds, Cream и Джимми Хендрикс. Вплотную приблизились к основам жанра и другие менее известные группы второй половины 60-х — Iron Butterfly, Blue Cheer. Также очень важную роль в становлении жанра сыграли различные группы гаражного рока, подхватившие идею «тяжёлого» гитарного звучания.
Так или иначе, основные каноны жанра уже были сформированы: это тяжёлый гитарный рифф (короткая повторяющаяся инструментальная музыкальная «фраза», поддерживающая ритм-секцию) в основе песни, электрогитара как основной инструмент (иногда также клавишные), длинные сольные партии, слаженная работа ритм-секции.

###### Развитие жанра
Первым альбомом хард-рока принято считать дебютную пластинку группы Led Zeppelin 1969 года. Именно на этом альбоме группа окончательно вышла за рамки тяжёлого блюз-рока и вывела подобную музыку на принципиально новый уровень. Для Led Zeppelin был характерен крайне высокий уровень исполнительского мастерства: виртуозные гитара Джимми Пейджа и бас Джона Пола Джонса, мощные ударные Джона Бонэма, драматический вокал Роберта Планта. В дальнейшем Led Zeppelin нередко экспериментировали, вводя в свою музыку элементы фолка, классической музыки, регги, фанка.
Другой важнейшей группой жанра стали Black Sabbath. Их музыка отличалась от Led Zeppelin более мрачными, тягучими риффами и «инфернальной» тематикой текстов, что в конечном итоге больше повлияло на формирование стоунер-рока и хэви-метала, в несколько меньшей степени — дум-метала в 1980-х, а также на гранж и альтернативный рок.
Одни из основоположников музыкального направления — группа Deep Purple. Начав своё творчество в жанре психоделии, к 1970 году они сместили акценты в сторону хард-рока с виртуозными гитарными и клавишными соло, характерными для прога элементами классической гармонии и не меньшим, чем у Led Zeppelin, влиянием блюза.
Огромное влияние на развитие жанра оказали также группы Grand Funk Railroad, Status Quo, Nazareth, Queen, Kiss, AC/DC, Rainbow, Thin Lizzy, Scorpions, Black Widow. Uriah Heep совершили попытку скрестить хэви-метал с симфонической музыкой; Montrose и Mountain были ориентированы на блюз-рок. Поджанр southern rock, ориентированный на блюз и кантри, представляли Lynyrd Skynyrd и The Allman Brothers Band.
К началу 1980-х годов хард-рок в чистом виде практически исчез, трансформировавшись в хард-н-хэви (более близкий к металу 80-х жанр, звучание которого с середины 1970-х годов формировали такие группы, как ранние Judas Priest, AC/DC и Scorpions) и коммерческий AOR.

#### Прогрессивный рок

###### Истоки жанра
Первые попытки скрестить рок с классической музыкой происходили уже во второй половине 1960-х годов, в основном в психоделическом роке. Джазовые гармонии пытался использовать Фрэнк Заппа, симфонические элементы использовали британские психоделические группы Procol Harum (в том числе в знаменитом сингле «A Whiter Shade Of Pale»), The Beatles («Eleanor Rigby») и Moody Blues. Использовать усложнённые музыкальные формы пытались многие психоделические музыканты (ранние The Doors, Pink Floyd). Влияние на формирование принципов жанра оказало появление в 1967—1968 гг. множества концептуальных альбомов, а также увеличение количества инструментов, которые могли быть использованы в рок-композиции. Отправной точкой прогрессивного рока (родственным термином является арт-рок) принято считать выпуск дебютного альбома King Crimson «In the Court of the Crimson King»; кроме него, часто выдвигаются в качестве вариантов «The Aerosol Grey Machine» Van Der Graaf Generator, «Days of Future Passed» The Moody Blues.

###### Расцветпрогрессивного рока
С течением времени многие группы стали совершать попытки усложнять структуры композиций, их продолжительность, мелодическое построение, аранжировки, строить музыку по канонам классической музыки. Поэзия групп прогрессивного рока стала тяготеть к философским или фантастическим темам, нередко она противостояла уже «неактуальному» для рок-музыки воспеванию идеалов любви и братства в пользу мрачных, жёстких тем.
Продолжали создавать качественные арт-рок-пластинки King Crimson. В первой половине 1970-х годов отошли от психоделического рока Pink Floyd, записавшие несколько эталонных альбомов в стиле мелодичного, медитативного прогрессивного рока. Pink Floyd косвенно стали одними из основателей спейс-рока — «неземной», космической рок-музыки (Hawkwind, Be-Bop Deluxe, Gong, Eloy).
Другую ветвь развития прогрессивного рока представляла группа Genesis, чьи сложно построенные композиции, эпические тексты и особое внимание к содержанию лирики послужили главным источником вдохновения для групп нео-прога 1980-х.
Одной из самых значительных групп направления считается Yes, для которой были характерны динамические контрасты и необычайно высокий уровень исполнительского мастерства всех участников. Музыка группы Emerson, Lake And Palmer, часто обрабатывавшей произведения классической музыки, вместе с Yes также иногда обозначалась термином техно-рок (флэш-рок), для которого были характерны быстрые, технически сложные партии.
Некоторые прог-группы вводили в свою музыку элементы фолк-рока. Одной из первых групп такого плана стали Jethro Tull, в 70-х гг. перешедшие к прогрессивному року от блюз-рока. Возник поджанр прогрессив-фолк, представители которого (Amazing Blondel, Mellow Candle, Ithaca, Gryphon) использовали в роке, помимо собственно фолка, элементы музыки эпохи Возрождения.
Особым поджанром стал симфо-рок, в котором к традиционному составу рок-группы добавились скрипки и струнные. В этом жанре работали группы Kaipa, ELP, Sky. Известнейшей командой направления стала Electric Light Orchestra (облегчённая музыка, к которой они перешли позже, носит название симфо-поп).
В 1974—1976 гг. прогрессивный рок достиг наибольшего коммерческого успеха.

###### Региональные сцены
Помимо британской, постепенно развивались и региональные прог-роковые сцены. В первую очередь это касается Италии и Франции. Итальянский прог отличался яркой мелодичностью и экспрессивностью; известнейшая группа — Premiata Forneria Marconi. В особый поджанр выделился Кентербери-саунд («кентерберийская сцена») — сообщество авангардных и прог-рок музыкантов (главные коллективы — Soft Machine, Caravan, Gong). Начиная со второй половины 1970-х, стала известна рок-группа из Канады «Rush». Rush вдохновила такие группы, как Metallica, Primus, Rage Against the Machine и The Smashing Pumpkins, а также современные группы прог-метала, такие как Dream Theater и Symphony X.

###### Краут-рок
Германская прог-рок-сцена, получившая название краут-рок, стала самой важной и своеобразной из европейский прог-роковых региональных сцен. Основываясь на усложнённом психоделическом роке, краут-рок взял намного меньше элементов из классической музыки, но подвергся значительному влиянию немецкого музыкального авангарда середины XX века (в том числе Карлхайнц Штокхаузен). Для музыки были типичны пульсирующий ритм и применение синтезаторов, что позволило краут-року стать одной из основ развития электронной музыки. Использовались элементы джаза (Can), этнической музыки (Popol Vuh). Среди других значительных групп — Amon Düül II, Neu!, Guru Guru, Faust.
Одна из наиболее влиятельных групп первой половины 70-х, Kraftwerk, вышедшие из краут-рока, заложили основы всей последующей электронной музыки своими работами, начиная с диска 1974 года «Autobahn». Фактически именно Kraftwerk стали переходной ступенью от рок-музыки к новому музыкальному поджанру, в дальнейшем отдалившемуся от собственно рока, однако ставшему огромной частью музыкальной индустрии. Краут-рок в целом (и, в частности, Can и Faust) оказал немалое влияние на развитие альтернативного рока и построка. Влиятельнейшим продюсером краут-рока, разработавшим в какой-то мере его звучание и форму, был Конни Планк.

##### Джаз-рок
Параллельно с развитием прог-рока развивался близкий стиль — джаз-рок (джаз-фьюжн). Одни группы опирались на звучание биг-бендов, другие — на фри-джаз. Наиболее популярными группами направления стали Mahavishnu Orchestra, Weather Report, Return To Forever, Brand X. Также одним из пионеров стиля был Фрэнк Заппа. Экспериментировали с джаз-роковым звучанием и джаз-музыканты (в частности, Майлз Дэвис). Особенные заслуги на поприще становления джаз-рока как относительно самостоятельного музыкального стиля конца 60-х годов имела нью-йоркская группа Blood, Sweat & Tears; также заслуживает внимания, например, Electric Flag.

##### Глэм-рок
Для хэви-метала и прог-рока была нередко характерна напыщенность, патетичность, монументальность музыки. Противоположностью этим направлениям стал появившийся в начале 70-х годов в Великобритании глэм-рок, который и стал своего рода продолжателем дела гаражного рока в области музыкального поиска, эксперимента, и, с другой стороны, упрощённости музыки, верности духу рок-н-ролла, а не академическим экспериментам. При всех различиях в музыке для глэм-рока была характерна единственная общая черта (которая и дала название направлению) — яркий, вычурный грим, театрализованность сценического действа, эффектное, красочное шоу, сопровождающее музыку, андрогинный имидж. В глэм-роке выделяются несколько условных поджанров, которые можно назвать: рок-н-ролльный глэм, металлический глэм и интеллектуальный глэм.

###### Рок-н-ролльный глэм
Одним из первых представителей жанра считается Гэри Глиттер, который дал жанру глэм-рока второе название — глиттер-рок. Его музыка была основана на ритм-энд-блюзе и поп-роке.
Однако главной «иконой» жанра стала группа T.Rex и её лидер Марк Болан. Музыка T.Rex была основана на буги-вуги и рок-н-ролле; в период 1970—1973 гг. хиты T.Rex постоянно занимали верхние строчки в хит-парадах, выгодно отличаясь от претенциозных[уточнить] метала и прогрессива. T.Rex оказали влияние на последующее развитие панк-рока и брит-попа, а финал эпохи глэм-рока многие связывают именно с гибелью Марка Болана в 1977 г.
Другие группы этого направления — Mott The Hoople, Mud, Alvin Stardust.

###### Интеллектуальный глэм
Этим термином можно условно назвать ряд артистов, которые стремились создавать сложную рок-музыку, высокое искусство на основе глэма. Это направление больше других тяготело к эксперименту. Направление в искусстве «поп-арт» (Энди Уорхол) также оказало сильное влияние на эстетику глэма.
Наряду с T.Rex, самым известным и влиятельным глэм-музыкантом стал Дэвид Боуи. Начав ещё в конце 60-х, в первой половине 70-х он создал несколько эталонных пластинок «серьёзного глэма». Он успешно продолжал сольную карьеру, почти 40 лет экспериментируя с новыми направлениями в музыке, но сохраняя элементы своего собственного узнаваемого стиля.
Другие яркие представители стиля — Roxy Music, группа, ещё больше связанная с арт-роком, но оказавшая большое влияние на зарождавшийся стиль новой волны. Интересные работы в жанре глэма с элементами прог-рока создаются Cockney Rebel.

###### Тяжёлый (металлический) глэм
По своей музыкальной структуре тяжёлый глэм был ближе к рок-н-ролльному, однако заимствовал куда больше элементов раннего хэви-метала.
Одной из самых знаменитых групп глэм-рока стали Queen. Первые и самые важные альбомы группы, вышедшие в 70-х годах, были соединением хэви-металлического звучания, глэм-эстетики (что проявлялось и в вычурном внешнем виде), богатого, почти «симфонического» звучания гитары Брайана Мэя, мощного вокала Фредди Меркьюри и элементов арт-рока; все эти факторы нашли выражение в знаменитой композиции «Bohemian Rhapsody».
Другими яркими представителями тяжёлого глэма были Элис Купер, Slade и Sweet. Для этих групп была менее характерна патетичность хард-рока, они были ближе к рок-н-роллу и даже гаражному року; более того, Элис Купер считается одним из важных прото-панк-музыкантов и «королём» шок-рока. Slade отличались качественными поп-гармониями и сильным вокалом.
Среди представителей глэма выделялись и тяжёлая, с сильным влиянием ритм-энд-блюза группа New York Dolls, чей трансвеститский имидж не помешал им стать одними из ключевых фигур прото-панка первой половины 1970-х.
Среди последней волны хард-глэма выделяются Adam and the Ants, Kiss, чей доведённый почти до абсурда вычурный грим повлиял на становление «хэир-метала» 1980-х.

##### Поп-рок и софт-рок
На основе поп-рока 1960-х и кратковременного явления, получившего название бабблгам-поп (The Monkees), в начале 1970-х возникает предельно мягкий и лёгкий («семейный») поджанр рока — софт-рок, представленный Bread, The Carpenters, Тиной Тёрнер. Родственным этому направлению можно считать поп-рок 1970-х — он значительно отличался от поп-рока 1960-х, это была мягкая, спокойная, умиротворённая рок-музыка (Элтон Джон, Род Стюарт, Билли Джоэл). Высококачественные работы в области поп-рока создали бывшие участники The Beatles: Пол Маккартни, Джон Леннон, Джордж Харрисон и Ринго Старр. Иногда это направление называют также «мелодик-рок».
В первой половине 1970-х гг. стала активно развиваться популярная музыка — появились блистательные работы в жанре ритм-энд-блюза, начало развиваться диско, развивались регги и даб. Не являясь по сути роком, все эти направления так или иначе повлияли на рок-музыку в дальнейшем.
К концу 70-х появилось понятие «Album-oriented rock» или AOR («рок, ориентированный на альбомы»), обозначающий формат рок-музыки для радиостанций (отдельные записи «Kansas», «Styx», «Magnum», «Foreigner», «Toto»).

##### «Стадионный рок»
Большинству новых жанров не был чужд творческий поиск, экспериментальность. Однако была и другая тенденция — новые стили отличались большей по сравнению с музыкой 1960-х патетичностью, масштабностью. Сами идеи «космического рока», использования симфонической музыки, монументальность метала, вычурность тяжёлого глэма предполагали монументальность и в выступлениях. Во многом этой тенденции способствовало и появление особого типа рок-альбома — рок-оперы. Идеи рок-оперы были заложены The Pretty Things и The Who. В 1970 году записывается знаменитая рок-опера «Иисус Христос — суперзвезда».
Для условного обозначения групп, выступавших на огромных стадионах, появился термин «стадионный рок» (arena rock). Среди групп, исполнявших «arena rock», называют Journey, Boston, Styx, Foreigner.

#### Зарождение альтернативной музыкальной культуры
Хотя начинания Velvet Underground в первой половине 70-х гг. были практически забыты, развитие ранней музыкальной альтернативы продолжалось. Само понятие «альтернатива» формировалось как противоположность, оппозиция традиционной «стадионной» музыке, которая, в отличие от начала 60-х, стала прибежищем для посвящённых и всё более отдалялась от канонов традиционного рок-н-ролла.

##### Развитие прото-панка
Такое понятие, как гаражный рок, в 70-е годы уже не существовало, однако крупнейшие группы «детройтской школы» продолжали существовать. Последний альбом (перед долгим затишьем) у The Stooges вышел в 1973 году, у MC5 — в 1971 (хотя музыка последних стала куда мягче, чем в 1969 году). Крупный вклад в развитие прото-панка внесли глэм-рокеры New York Dolls, а также группы The Dictators, Rocket From The Tombs, Richard Hell & The Voidoids, Johnny Thunders & The Heartbreakers и Патти Смит, в 1975 году выпустившая один из главных альбомов прото-панка, «Horses». Помимо этого, творчество Смит послужило основой альтернативной музыки с женским вокалом.
Примыкало к прото-панку и течение паб-рок — ещё одна форма реакции на усложнённый, патетичный рок-мейнстрим, выражавшаяся в упрощённом ритм-энд-блюзовом хард-роке. Главные группы направления — Eddie and The Hot Rods, Dr. Feelgood, Ace. Паб-рок повлиял и на становление пауэр-попа.

##### Появлениеновой волны
Первые ростки стиля, названного «новая волна» (нью-вейв), начали появляться в конце 1974-начале 1975 годов. Этот жанр формировался в тесном соприкосновении с панк-роком, хотя несколько отличался от него по выразительным средствам: если даже для прото-панков было характерно жёсткое, бескомпромиссное звучание, агрессивное и примитивное, то первые музыканты «новой волны» были больше ориентированы на поп-музыку, при этом сохраняя самобытность и склонность к экспериментам. История ранней альтернативной музыки связана с легендарным нью-йоркским клубом CBGB, в котором начинала одна из ключевых групп ранней новой волны, Television, более приближенная к ритм-энд-блюзу.

##### Появлениепанк-рока
Основой панк-рока стала нигилистическая, иногда антиобщественная идеология, выраженная (как правило) в быстрой, агрессивной, невиртуозной манере игры; основой такого рода музыки было не исполнительское мастерство, а желание самовыражения и энергетика.
В 1975 году в клубе CBGB стали выступать Ramones, чьи первые альбомы, состоявшие из агрессивных трёхаккордных боевиков с вызывающе бессмысленными текстами, и неряшливый внешний вид (противоречивший общепринятым представлениям о внешности рок-звезды) фактически дали начало течению альтернативного рока в 70-80-х гг. Параллельно с американским панком начинает развиваться английский: группа Damned впервые в Англии выпускает панк-рок-сингл, а Sex Pistols формируют идеологию и сущность панк-рока. Несмотря на музыкальную вторичность, Sex Pistols (во многом благодаря менеджменту Малькольма Макларена) заложили основы панк-идеологии. В отличие от грязного, но всё же развлекательного рок-н-ролла Ramones песни и поведение Sex Pistols были показательно антисоциальными. В конечном итоге две панк-иконы — Ramones и Sex Pistols — сформировали основы нового жанра, дав второе дыхание рок-н-роллу.
В становлении панк-рока (и, в частности, Ramones) сыграл значительную роль легендарный диджей BBC Джон Пил. Его деятельность с конца 1960-х до 2000-х в значительной мере способствовала открытию и нарастанию популярности многих видных коллективов панк-рока и альтернативного рока.

#### Конец десятилетия. Развитиепанк-рокаиальтернативы

##### Панк-рок
В конце 1970-х панк активно развивался как в Америке (как культурный феномен), так и в Англии (фактически как общественное явление). Произошёл главный культурный перелом — панк-рок превратил рок из музыки, которую могли играть лишь избранные, в музыку, которую могли играть все. Естественно, большинство появлявшихся панк-рок-групп не представляли ни малейшего интереса, однако среди множества пластинок было и немало крупных удач, своеобразных и качественных работ.
Помимо Ramones, в сфере неагрессивного увеселительного панк-рока выделялась британская группа Buzzcocks, соединившая агрессивный гитарный саунд и мелодичный вокал, а в некоторых песнях заложившая основы постпанка. Другой влиятельной британской панк-группой стали The Clash. С самого начала карьеры они отличались меньшим нигилизмом, но ярче выраженным социальным протестом; к 1979 году группа отошла от канонов традиционного панка, создав свои самые интересные работы на стыке с новой волной. «Крёстной мамой» панк-рока считается американская певица и поэтесса Патти Смит, её дебютный альбом Horses во многом повлиял на образование панк-рока.
Среди других важнейших британских панк-групп — Damned, первые альбомы которых являются одним из образцов агрессивного и прямолинейного панк-рока, и Vibrators, выпустившие в 1977 году один из сильнейших панк-альбомов года и ориентированные на поп-панк с ярко выраженной мелодической составляющей. Одной из самых агрессивных панк-групп Британии 70-х стали Crass. В своём роде уникальным стало движение мод-ревайвл, участники которого на основе панк-рока с сильным влиянием рок-н-ролла пытались возродить эстетику The Who и The Kinks. Главная группа направления — The Jam.
Происходило зарождение агрессивного направления Oi! — скоростного, бескомпромиссного панк-рока на основе «кричалок» футбольных болельщиков. Уже в 1977—1979 году ранний Oi! играли Sham 69 и Skrewdriver.
Параллельно с британским развивался и американский панк-рок. The Dead Boys первыми использовали в своей музыке агрессию и нигилизм первых британских панков. Знаковой американской группой стали Misfits, заложив основы хоррор-панка. Самой знаменитой «чернокожей» панк-группой стали Bad Brains, на музыку которых оказали влияние регги и ска. Панк-рок находил себе сторонников и в других странах мира, например, австралийскую группу The Saints.

##### Новая волна
Параллельно с панком развивалась новая волна, которая также экспериментировала с саундом, однако на основе уже несколько других музыкальных средств. Тем не менее эти две сцены были крайне близки, и само отделение понятия «новая волна» было произведено прежде всего, что станции, которые не хотели ставить агрессивный панк, при этом могли бы крутить более мелодичную музыку вроде Blondie. Среди наиболее значительных групп направления — Blondie и The Pretenders, игравшие мелодичную музыку с женским вокалом, The Police, на музыку которых оказали влияние даб и регги. На основе музыкальных средств новой волны играли мелодичную музыку, иногда даже с элементами арт-рока, The Cars и The Go-Go's. Одними из основателей стиля пауэр-поп (зародившегося ещё в 60-е годы) стали The Knack с песней «My Sharona».
Особым явлением в среде новой волны стал так называемый арт-панк — авангардная музыка, в которой смешалось влияние панк-рока, арт-рока и интеллектуального глэма. Среди важнейших групп направления — Talking Heads, в чьей музыке можно заметить элементы фанка, арт-рока и даже этнической музыки. С Talking Heads долгое время сотрудничал знаменитый мультиинструменталист Брайан Ино, ранее игравший с Дэвидом Боуи, Roxy Music, King Crimson. Другие важные группы — Pere Ubu, Devo.
Особняком среди групп арт-панка стояли Suicide, игравшие экспериментальный в мелодическом и музыкальном отношении электронный панк-рок с влиянием Игги Попа. Среди других экспериментаторов, скрещивавших рок с электронной музыкой — The Rockets, Telex, Гэри Ньюман.

##### Появлениепостпанка
На основе достижений прото-панка (в первую очередь Velvet Underground) и ранней новой волны почти одновременно с распространением панка стал формироваться новый жанр — постпанк. Саунд постпанка коренным образом отличался от панк-рока — песни были построены на холодной пульсирующей работе ритм-секции, тревожных, мрачных, с отчаянной, прорывающейся наружу эмоциональностью мелодиях.
Первым альбомом жанра считается дебютная пластинка Public Image Ltd. (группы экс-вокалиста Sex Pistols Джона Лайдона). Примерно тогда же начинала влиятельная группа The Fall, чьи таинственные вокальные партии и монотонная, тягучая музыка стали основой для последующего развития постпанка. К постпанку в тот же период перешла панк-группа Wire, которая была непопулярна в период активной творческой деятельности, однако задним числом существенно повлияла на постпанк (а также брит-поп и нойз-рок) — в частности, тем, что впервые применила в постпанке электронику. Buzzcocks, Damned, Clash повлияли на становление раннего постпанка; в частности, среди первых постпанк-групп был проект Magazine бывшего участника Buzzcocks Ховарда Девото.
Важную роль в становлении постпанка сыграли The Stranglers — уже на ранних работах они пытались использовать в панк-роке клавишные, а позже перешли к мелодичному постпанку. Немалая роль в становлении жанра принадлежит Swell Maps.
Однако самой влиятельной и значительной группой постпанка конца 1970-х стали Joy Division. Записавшие всего два альбома, они стали одной из основополагающих групп для всего дальнейшего альтернативного рока. Уникальный трагичный вокал Йена Кёртиса сочетался с холодной ритм-секцией, основные принципы игры которой использовались практически всеми группами 80-х. Впечатление от депрессивных, меланхоличных, а порой трагических текстов на концертах усиливалось своеобразной пластикой Кёртиса.
После самоубийства лидера остальные участники Joy Division организовали электропоп-группу New Order.

##### Зарождениеиндастриала
В 1976 году группа Throbbing Gristle создала лейбл «Industrial Records», положив начало экстремальному музыкальному стилю на основе рока и электроники — индастриалу. Экспериментальная музыка раннего индастриала была неразрывно связана со своеобразной антисоциальной идеологией, которая находила выражение либо в крайне авангардной электронной музыке (Throbbing Gristle, Skinny Puppy), либо в чистом нойзе (Бойд Райс), либо в смешении электронного авангарда с другими жанрами (Coil). Не являясь в строгом смысле рок-музыкой, ранний индастриал значительно повлиял на развитие постпанка и готик-рока 80-х гг. (иногда индустриальные музыканты сами использовали элементы постпанка) и породил поджанры, получившие распространение в 80-90-х гг. — индастриал-рок и индастриал-метал (Nine Inch Nails, Ministry, KMFDM, Rammstein). Также определённое влияние на рок оказала мартиал-индастриал-группа Laibach.

### Рок-музыка 1980-х годов

#### Рок-мейнстрим и метал
Появление панк-рока и постпанка, а вслед за ними — альтернативного рока ещё чётче провело границу между рок- и поп-музыкой. Таким образом, музыкальный мейнстрим развивался уже за счёт не столько поп-рока, сколько поп-музыки (Майкл Джексон, Мадонна). Поп-рок-альбомы выпускали в основном артисты, ставшие популярными в 60-70-х гг. Однако после спада в 1977 году возродился хэви-метал, породивший в 80-х несколько агрессивных поджанров.
В 1980-х происходит «возрождение» прогрессивного рока — неопрогрессивный рок. Используя наработки классиков жанра (Yes, Genesis, Pink Floyd), новые группы (Marillion, Porcupine Tree, IQ) пытались открыть в жанре новые грани. Появившаяся во второй половине 80-х группа Dream Theater и ряд других положили начало прогрессив-металу.

##### Поп-рок 1980-х
Поп-рок слабо развивался за счёт новых исполнителей — однако разного качества пластинки продолжали выпускать Пол Маккартни, Элтон Джон, The Kinks. Фил Коллинз сделал успешную сольную карьеру, совмещая её с Genesis. Лидер The Police Стинг после распада группы стал популярным исполнителем поп-рока. The Alan Parsons Project выпустили ряд успешных пластинок с бо́льшим уклоном в софт-рок. Одной из наиболее примечательных групп традиционного рока 80-х стали Dire Straits, игравшие блюз-роковые и кантри-роковые песни с влиянием джаза и арт-рока. В Америке стали популярными исполнители, ориентированные на ритм-энд-блюз с влиянием фолка и кантри: Брюс Спрингстин, Джон Мелленкамп, Боб Сигер.
Появлялись пластинки, ориентированные на синтез рока с этнической музыкой (world music) — среди них работы Питера Гэбриэла (экс-Genesis) и Пола Саймона (экс-Simon & Garfunkel). Особым поджанром стала рок-музыка с использованием элементов музыки аборигенов Австралии — аборигенский рок (Us Mob, No Fixed Address).
В конце 80-х появилась супергруппа Travelling Wilburys с участием Джорджа Харрисона, Боба Дилана и Роя Орбисона. Добилась успеха шведская группа Roxette.

##### Развитие метала

###### NWOBHM, пауэр-метал и дум-метал
После спада в развитии метал-музыки, связанного со вспышкой популярности панк-рока в середине 70-х, в начале 80-х в Британии началась знаменитая «New Wave Of British Heavy Metal» (NWOBHM, «новая волна британского хэви-метала»). Хэви-метал второй волны базировался на наработках Black Sabbath, AC/DC, Judas Priest; все три группы продолжали активную творческую деятельность в 1980-е годы, причём AC/DC записали ряд пластинок, считающихся эталонами жанра, а Judas Priest 80-х сформировали основные принципы NWOBHM как в музыке (жёсткое, агрессивное, тяжёлое звучание двух гитар), так и в имидже.
Одной из наиболее влиятельных групп NWOBHM стали Iron Maiden, которые доработали стиль, агрессивную гитарную атаку, принципы хэви-металлического соло до идеала. Музыка Iron Maiden была быстрой, громкой, что сочеталось с сильным и мелодичным вокалом. Патетичные мистические и оккультистские тексты Iron Maiden испробовали лишь на одном альбоме; тем не менее для многих групп NWOBHM подобная лирика стала преобладающей. Другими группами, участвовавшими в формировании хэви-метала 80-х, стали Angel Witch, Saxon, Blitzkrieg и Def Leppard. Быстрые, с необычайной энергетикой Motörhead, которые «присоединились» к NWOBHM, стали основателями ускоренного поджанра спид-метал.
Новая форма метала получила развитие и в других странах: в Германии эти идеи развивали Accept (которые также внесли вклад в развитие спид-метала), в Америке — Manowar, в СССР — «Ария», «Круиз».
Сочетание идей NWOBHM и спида породило пауэр-метал — быстрый, мелодичный, энергичный и сравнительно весёлый жанр с большим количеством соло. Его «отцом» считается Кай Хансен, который прямо или косвенно принял участие в большей части германских пауэр-метал групп: Helloween, Gamma Ray, Iron Savior, Blind Guardian и пр. Наряду с перенятым мелодизмом NWOBHM, яркой чертой пауэр-метала стало использование в текстах фэнтезийной тематики.
С появлением альбомов Джо Сатриани, Джорджа Линча, Стива Вая начинает развиваться инструментальный хеви-метал.
В противоположном направлении развивается дум-метал: медленный, мрачный, вязкий, с текстами, часто посвящёнными депрессии и мистике. Название жанр получил по дебютному альбому Candlemass — группы, подражавшей ранним записям Black Sabbath, которые таким образом стали предтечами дум-метала. Среди других ранних представителей жанра — Saint Vitus, Pentagram, Solitude Aeturnus. В конце 80-х и начале 90-х в музыке Paradise Lost в дум приходит вокал из экстремального метала, порождая дэт-дум-метал.

###### Глэм-металихэир-метал
Вычурный имидж таких тяжёлых глэм-артистов 70-х, как Элис Купер, Aerosmith, Sweet, Kiss, послужил основой для формирования в начале 80-х поджанра, называемого глэм-метал. Наряду с исполнителями 70-х (частью продолжавших творческую деятельность), у его истоков стояли Mötley Crüe, W.A.S.P., Ratt. Kiss на протяжении 80-х выпустили ряд глэм-металлических пластинок. Активно участвовал в развитии жанра начавший сольную карьеру Оззи Осборн. Новую жизнь в жанр вдохнули Guns N' Roses, в 1987 году начавшие играть глэм-метал с сильным влиянием постпанка и даже ритм-энд-блюза.
То, что глэм-метал был в значительной степени основан на имидже, повлекло за собой превращение соединение глэм- и поп-метала в предельно мейнстримовое понятие «хэйр-метал», по аналогии с «arena rock» — патетичные стадионные шоу и вычурный, претенциозный имидж. Популярности в поп-метале добились Bon Jovi, Europe, Cinderella, Poison; тем не менее, многие поп-метал-группы существовали в отрыве от глэм-имиджа (Def Leppard, Van Halen).

###### Экстремальный метал
Нередко хэви-метал группы в поисках своего саунда экспериментировали с элементами панк-рока. Так появился трэш-метал — ускоренная, утяжелённая версия хэви-метала с басовыми тремоло, скоростными виртуозными гитарными соло и более серьёзными текстами. Основатели и самые знаменитые представители стиля — Metallica. Их классические альбомы 1980-х гг. заложили основы стиля трэш-метал, развитые другими ключевыми группами жанра — Slayer, Megadeth и Anthrax, а также Exodus, Overkill, Testament. Крупнейшей, помимо американской, сценой трэш-метала стала немецкая, представители которого (Kreator, Sodom, Destruction) ещё больше ужесточили, брутализировали звук Metallica и Slayer.
В 1981 году группа Venom записала первый альбом в стиле блэк-метал — где брутальный, скоростной саунд был доведён до предела, а мистический имидж в духе Black Sabbath был преобразован в практически сатанистский. Вокал стал ещё более жёстким — вместо скриминга характерного для треш-метала стал использоваться шрайк (от англ. shriek и нем. Schrei «вопль»). Наряду с Venom, в ряду первопроходцев жанра — Bathory и норвежские группы Darkthrone, Burzum, Immortal и Mayhem.
Не меньшей жёсткости и брутальности добились группы игравшие в жанре дэт-метал — вокал, напоминающий звериный рык (гроулинг), бешеные, искажённо звучащие электрогитары гитары и барабаны, неровный темп, пугающие тексты о смерти. Среди основателей — Hellhammer (позже Celtic Frost), Possessed и Death, чьи идеи в дальнейшем развили Entombed, Morbid Angel, Cannibal Corpse.
Однако самым тяжёлым и экстремальным жанром в рок-музыке стал грайндкор, развившийся на основе брутального панк-рока и хардкора под действием трэш-метала. Скорость была доведена до возможного максимума (вплоть до 600 ударов бас-бочки в минуту), вокал — любой, кроме традиционного пения, максимально тяжёлое звучание гитар, злобные или попросту отвратительные тексты. Помимо самой известной группы жанра Napalm Death, представителями его являются Nasum, Gut, Disrupt, Regurgitate.

#### Панк-рокв 1980-х годах
Несмотря на то, что к началу 80-х годов расцвет панк-рока, по сути, закончился (к тому же, в коммерческом отношении всё более успешно развивались постпанк и дэнс-панк), панк-рок-музыканты 80-х нашли пути для самовыражения в новых формах — это ска-панк, сайкобилли, хардкор и Oi!, а также UK’82 — британский вариант хардкор-панка.

##### Традиционный панк
К 1980 году уже отошли от панк-рока либо отодвинулись на задний план многие британские группы, активные в 1977—1979 годах. Новая волна британского панк-рока (UK'82) опиралась на наиболее радикальный панк 70-х (Crass и ранний Oi!). Самой известной группой, игравшей злой и агрессивный панк с металлизированными гитарами и антисоциальными текстами, стали The Exploited. Среди других ведущих английских панк-групп начала десятилетия — Anti-Nowhere League и G.B.H., ещё более ориентированные на металлический саунд. Однако больше всего повлияла на становление трэш-метала и даже грайндкора группа Discharge, отличавшаяся предельно быстрыми и тяжёлыми песнями из 3-4 строк и агрессивным вокалом. Несколько особняком среди британского панк-рока 80-х находились The Toy Dolls, игравшие юмористический рок-н-роллный панк-рок с влиянием американской группы The Dickies. Наконец, в своём роде уникальной стала лондонская группа The Pogues, которая впервые и крайне успешно соединила энергетику и буйство панк-рока с мелодикой ирландского фолка.

##### Экстремальный панк:хардкориoi!
В Америке развитие традиционного панк-рока практически остановилось, поскольку панк-сцену полностью заняло начавшее развиваться ещё в самом конце 1970-х экстремальное направление хардкор. Хардкор — это скоростные, агрессивные, нарочито примитивные песни; часто длительность хардкор-песни составляет менее одной минуты. Все эти принципы были заложены уже на первом демо, записанном основателями хардкора и одной из важнейших панк-групп 80-х — Black Flag. Хотя в дальнейшем Black Flag эволюционировали в сторону более мрачной, тягучей панк-музыки, их первые записи оказали огромное влияние на весь последующий панк-рок.
Первым выпущенным лонгплеем в жанре хардкора (несмотря на длительность около 15 минут) считается альбом «Group Sex» Circle Jerks — группы первого вокалиста Black Flag. Другие ранние хардкор-группы — The Teen Idles, Jerry's Kids, 7 Seconds, Minor Threat. Немалое влияние на поп-панк 90-х оказали Descendents. Dead Kennedys играли злой панк-рок с сильным влиянием хардкора и весьма остроумными сатирическими текстами. Одним из самых экстремальных в своей идеологии и сценическом поведении хардкор-музыкантов стал GG Allin.
Несмотря на узость жанра, находились артисты, сумевшие приоткрыть в хардкоре новые грани. Образованные в 1979 г Minutemen, одни из ярчайших панк-рок-артистов 80-х, скрестили энергетику хардкора с нетипичными для жанра исполнительским мастерством и мелодизмом и добавили элементы фанка, сильно повлияв на развитие альтернативного рока. Образованные в 1980 г Bad Religion также добавили в агрессивный хардкор мелодизм и более вдумчивый ритм, послужив одной из переходных ступеней от Black Flag к облегчённому панк-року 90-х. The Replacements, в ранние годы игравшие предельно скоростной хардкор, на своих классических работах экспериментировали с элементами блюза, сёрф-рока, фолка.
Другие хардкор-группы, напротив, вводили в свою музыку элементы метала. Так появились направления «new school hardcore» (Earth Crisis, All Out War, Strife) и кроссовер (D.R.I., Suicidal Tendencies, Cryptic Slaughter).
В Британии развивалось, хотя и не столь активно, другое экстремальное направление панк-рока — oi!. Хотя oi! уже в конце 70-х играли Sham 69 и Skrewdriver, термин был предложен в 1981 году Гэри Бушелом для обозначения музыки третьей ключевой группы жанра — Cockney Rejects, игравших более спокойный и сложный панк-рок. К середине-концу 80-х музыка oi! стала тесно связана с агрессивной субкультурой скинхедов.

##### Возрождениерокабилли.Сайкобилли
В конце 1970-х — начале 1980-х произошло возрождение и пришла вторая волна популярности музыки рокабилли. Начало этого движения связано с именами Роберта Гордона и Дэйва Эдмундса, однако по-настоящему поднять нео-рокабилли на верхние строчки хит-парадов смогли Stray Cats. Несмотря на то, что по сути их музыка не была панк-роком, влияние панк-рока и новой волны на нео-рокабилли было значительно. В конце концов, попытки соединить экспрессию панка и мелодику рокабилли нашли выражение в новом поджанре сайкобилли — драйвовом, утяжелённом рокабилли c грязным саундом и текстами, полными чёрного юмора. Основателями этого направления считаются The Meteors, а главными представителями — Mad Sin, The Cramps, King Curt, Quakes, Mental Hospital.

##### Возрождение ска. Ска-панк
Помимо рокабилли, новое дыхание в конце 70-х получила ямайская музыка ска. Работы основателей новой волны ска — в первую очередь Madness и The Specials — смешивали традиционные приёмы и танцевальную ритмику ска с музыкальными находками новой волны, энергетикой и зажигательностью панк-рока. Хотя позже эти группы создавали более поп-ориентированные пластинки, их первые пластинки заложили основы для последующего проникновения элементов ска в рок-музыку.
Вскоре элементы ска стали использовать в своей музыке более жёсткие панк-группы. Первыми экспериментами такого рода стали заниматься Serious Drinking в 1984 г, а популярным жанр стал становиться с появлением Operation Ivy в 1987 г. Впрочем, наибольшей популярности панк с элементами ска в музыке и аранжировках достиг в 90-е годы, будучи представленным группами Mighty Mighty Bosstones и хардкор-ориентированными Voodoo Glow Skulls. Ска-панк оказал сильнейшее влияние на развитие поп-панка 1990-х.

#### Развитиепостпанкаиновой волны
Оттеснив панк-рок в андерграунд, в начале 1980-х на рок-сцене почти полностью доминировал постпанк. В конечном итоге этот жанр стал основой для развития крупнейшего направления альтернативного рока, повлиял на развитие электронной музыки и индастриала. С другой стороны, новая волна 80-х стала больше тяготеть к мейнстриму.

##### Новая волна1980-х
К началу 1980-х музыка новой волны подвергалась всё более сильному влиянию развивавшейся электронной музыки (Kraftwerk) и породила направления синти-поп и электропоп (Depeche Mode, Duran Duran, Eurythmics, The Buggles, A-Ha), в строгом смысле уже не относящиеся к року. Лишь немногие группы продолжали играть рок, оперируя средствами новой волны — например, INXS.
В 1980-х в СССР стала развиваться своя рок-сцена, в которой преобладали именно исполнители новой волны — Карнавал, Динамик, Кино, Наутилус Помпилиус, Алиса, Агата Кристи, Пикник. Для русского рока было также характерно влияние традиции бардовской музыки — главенствующей роли текста в песне.

##### Эволюцияпостпанка
В Англии к началу 1980-х постпанк стал абсолютно преобладающим направлением рок-музыки и начинал постепенно становиться международным феноменом. Этому способствовали, во-первых, новые альбомы постпанк-групп «первой волны», во-вторых, более коммерчески ориентированные новые исполнители жанра (Билли Айдол, Element Of Crime). В противоположность «мейнстримовому» постпанку, ряд групп пытался проводить эксперименты со звучанием. Так, Killing Joke играли на основе постпанковой ритмики более жёсткую, тяжёлую и эклектичную по сравнению с традиционным постпанком музыку, сильно повлиявшую на развитие как альтернативного рока, так и ню-метала 90-х (в особенности их эксперименты на стыке с индастриалом). Одним из самых оригинальных коллективов стали Virgin Prunes, чья декадентская, язвительная форма постпанка стала в своём роде уникальной. Экспериментальная группа DNA пыталась соединить постпанк с авангардным джазом, New Model Army использовали элементы ритм-энд-блюза и фолк-рока, The Teardrop Explodes — фанка. Мрачный, тяжёлый и агрессивный постпанк играли The Birthday Party, чей стиль послужил одной из основ поджанра «deathrock» (Christian Death, Theatre Of Ice). Ряд групп, отталкиваясь от идей, заложенных Killing Joke и Wire, играли постпанк с использованием электронных инструментов: либо лёгкий, приближенный к электропопу (Depeche Mode), либо тяжёлый, на стыке с индастралом (Fad Gadget, Chrome, Clock DVA, из немецкой сцены — D.A.F.).

###### Готик-рок
Появившийся в начале 80-х поджанр постпанка готик-рок, по большому счёту, музыкально не предлагал ничего принципиально нового. Однако на основе этого поджанра сформировалась особая сцена и одна из наиболее популярных на данный момент субкультур — готы. По сути это был мрачный и атмосферный постпанк, на становление которого оказали влияние Joy Division и Virgin Prunes. Одной из влиятельнейших групп постпанка вообще стали The Cure. Поначалу играя новую волну, в начале 80-х они создали ряд очень мрачных, тяжёлых и своеобразных работ. Экзистенциальная музыка и тягучие гармонии сочетались со своеобразным «готическим» имиджем. Несмотря на периодические эксперименты, до настоящего момента группа продолжает создавать интересные работы.
У истоков жанра стояла и группа Siouxsie And The Banshees. Певица и лидер группы Сьюзи Сью в области имиджа и идеологии значительно повлияла на готику. Важнейшая роль в формировании готик-саунда принадлежала Bauhaus. Для них были характерны гитарные партии с влиянием даба и фанка, монотонная, мрачная, депрессивная музыка с элементами глэм-рока и психоделии. Тексты Bauhaus впервые в жанре стали посвящены мрачным, загробным, вампирским темам, а эпатажная, идущая от глэма манера сценического перформанса повлияла на многие готик-группы (Specimen, Alien Sex Fiend). Третья ключевая группа жанра, The Sisters Of Mercy, окончательно выкристаллизовала саунд Bauhaus — он стал предельно холодным, мрачным и медитативным. Один из составов музыкантов The Sisters Of Mercy (в которых единственным постоянным участником является Эндрю Элдрич) организовал ещё одну известную группу жанра — The Mission.
На периферии готик-сцены находились The Cult — группа, объединявшая готик-рок, металлизированный саунд и элементы психоделии в духе The Doors. На основе саунда самых тяжёлых готик-рок-групп (Fields Of The Nephilim, Balaam And The Angel) сформировался готик-метал.

##### No Wave
Как своего рода оппозиция уходившему в мейнстрим «нью-вейву» в Нью-Йорке возникло андерграундное направление no wave, для музыкантов которого, работавших на основе постпанка и индастриала, были характерны атональные, монотонные композиции с преобладанием текстуры над мелодикой. Важную роль в no wave играли перформансы. Среди основных фигур no wave — гитарист Гленн Бранка, певица Лидия Ланч.

#### Расцветальтернативного рока
В начале 1980-х в качестве противоположной мейнстриму рок-сцены возродилось направление, основу для которого в конце 60-х создали Velvet Underground. Альтернативный рок 80-х — крайне разнообразная музыка, однако объединяла её противопоставленность популярной культуре и, соответственно, редкие появления на радиостанциях. Альтернативные группы, как правило, издавались на некрупных «независимых» лейблах. Совпадают с понятием «альтернативный рок» наименования колледж-рок и инди-рок; первое происходит от популярности альт-рок групп в 80-е годы на небольших радиостанциях при колледжах, второе подчёркивает привязанность к независимым лейблам.

##### Начало развития жанра
Первые группы альтернативного рока появляются в США в начале 80-х гг. Они совершали попытки совместить энергетику панк-рока, музыкальные основы постпанка, фолк-роковые гармонии и гитарные приёмы. Именно эти характеристики характерны для творчества одной из первых групп жанра — R.E.M., выпустивших свои первые и наиболее влиятельные записи в 1982—1983 г. Соединение постпанковой основы и фолковых гитар в мелодичных и эмоциональных песнях принесло группе относительную популярность даже в широких кругах. Звучание R.E.M. стало основой для стиля джэнгл-поп. В то же время начали играть и Violent Femmes, чья энергичная полуакустическая музыка соединяла панк-рок и фолк. Одной из первых альт-рок групп были также The Feelies.
Другим источником развития альтернативной сцены стал хардкор. Эксперименты по усложнению хардкорового звучания, ритмов, мелодики проводили The Replacements, No Means No. Однако подлинный прорыв в постхардкоре совершили Hüsker Dü, считающиеся одной из наиболее влиятельных групп 80-х. К середине 80-х эта группа эволюционировала от хаотичного хардкора к песням, в которых грязное, тяжёлое гитарное звучание сплеталось с красивыми мелодиями (Гранта Харта и Боба Моулда называют одними из сильнейших композиторов в роке) и нетипичными для панка темами. Не добившись успеха, Hüsker Dü тем не менее оказали огромное влияние на инди-рок, инди-поп и гранж.
Ещё одна знаковая группа постхардкоровой волны — Meat Puppets, которые, сохранив панк-энергетику, использовали элементы фолк-рока, кантри и психоделии, повлияв на становление гранжа.

##### Нойз-рок
Эксперименты представителей no wave и индустриального постпанка, в которых песни строились на ломаных структурах с использованием атонального шума, привели к появлению экспериментального направления нойз-рок. Первопроходцы направления — выходцы из no wave Sonic Youth, знаковая группа альт-рока 80-х. Их ранние экспериментальные пластинки были тяжёлыми, грязными, с мрачным и вязким звучанием гитар. К концу десятилетия группа пришла к более мелодичному инди-року.
Стали появляться и другие экспериментальные нойз-рок-группы: Swans скрещивали гитарный нойз с медленным и тягучим ритмом; Big Black играли более агрессивную, механистичную музыку. Лидер Big Black Стив Альбини также известен как один из значительнейших инди-продюсеров. Первопроходцы нойз-рока Butthole Surfers (которых называют «Pink Floyd от панк-рока») создавали полуиздевательские нойзовые пластинки на стыке панк-рока и джаз-авангарда в духе Фрэнка Заппы. Ряд нойз-рокеров использовали элементы японского экстремального индастриала (т. н. джапанойз): в первую очередь это Boredoms и KK Null.

###### Нойз-попишугейзинг
С выходом в 1984—1985 г первых пластинок группы The Jesus and Mary Chain начался новый этап в нойз-роке. Стиль этой группы был назван нойз-поп — так как в музыке сочетались гитарный нойз и фидбэк, постпанковые структуры и мягкие, красивые мелодии, вдохновлённые музыкой 60-х годов. The Jesus and Mary Chain стали фактически первым неготическим явлением британской альтернативной сцены; можно сказать, что именно они возродили «моду» на гитарный звук в Британии. Из раннего американского нойз-попа стоит выделить Dinosaur Jr, которые были менее близки к постпанку.
В 1988 году дебютный альбом группы My Bloody Valentine положил начало производному от нойз-попа поджанру шугейзинг. Гитарный и синтезаторный нойз у шугейзинг-групп сливался в плотную стену звука, сквозь которую прорывался вокал. К началу 1990-х шугейзинг, представленный немногочисленными последователями (Ride, Verve, Lush), практически исчез.

##### Альтернативный рокконца 1980-х
В конце 80-х в Америке бурно развивалась альтернативная сцена, которая, однако, полностью игнорировалась мейнстримовыми радиостанциями и лейблами. Иногда американские группы становились более популярны за рубежом, чем у себя на родине. Редким исключением стала ирландская группа U2, перешедшая к началу 1990-х от постпанка и рутс-рока к патетичному поп-ориентированному альтернативному року. Однако в андерграунде продолжали работать Hüsker Dü, R.E.M., Meat Puppets. Начинает отходить от хардкора к фолк-ориентированному инди группа Lemonheads. На основе тягучего гитарного саунда Sonic Youth, мелодики Hüsker Dü и психоделического инди-рока Meat Puppets в Сиэтле формируется особый поджанр гранж (первые представители — Mother Love Bone, Green River, Mudhoney). Скрещивали психоделический поп с рок-саундом Camper Van Beethoven, They Might Be Giants. Серьёзный и спокойный панк-рок играли Fugazi.
Одной из ключевых групп американского альт-рока 80-х стали Pixies. В их музыке причудливым образом соединились панк-рок, сёрф-рок, спейс-рок, постхардкор в стиле Hüsker Dü, своеобразная поп-мелодика, панк-роковые энергетика и надрыв, сюрреалистичные тексты и гитарные партии с влиянием и сёрфа, и нойз-попа. Pixies стали одной из наиболее важных гитарных групп 80-х, в их влиянии признавались Nirvana и Radiohead.

##### Британская сцена
Помимо The Jesus and Mary Chain, в ряду первых британских инди-рокеров были Orange Juice, Aztec Camera. В некоторой степени получил развитие нойз-рок, представленный bIG fLAME, A Witness. Однако крупнейшим явлением на альтернативной сцене Британии второй половины 1980-х стала группа The Smiths, популярность которых считается окончанием эры новой волны в Англии. Основой музыки The Smiths было сочетание необычной манеры пения лидера группы Моррисси, его странных и язвительных текстов и богатого, почти симфонического гитарного сопровождения. Влияние The Smiths заметно не только у множества групп-последователей в 80-х (The Housemartins, The Wedding Present), но и в брит-попе 1990-х.
На основе фолк-мелодики, акустического звучания и элементов музыки эпохи Возрождения в Англии сформировался стиль дрим-поп, основателями которого считаются Cocteau Twins, повлиявший на развитие альтернативы 90-х. Развивали жанр инди-поп The Primitives, The Vaselines. Получил некоторое развитие «слащавый» поджанр тви-поп.
К концу 1980-х основным явлением на британской инди-сцене становится так называемый мэдчестер — манчестерская музыкальная сцена. Первым направлением, которое разрабатывал мэдчестер, была гитарная музыка на основе психоделических гармоний 60-х в инди-роковом оформлении. Главной группой этого стиля стали The Stone Roses, с которых фактически и начинается развитие жанра брит-попа в его современном понимании. Другая линия развития мэдчестера — эксперименты с электронными жанрами хаус и техно — привели к появлению группы Happy Mondays, чьи записи на стыке психоделического инди и электронной танцевальной музыки многими считаются «началом 90-х в музыке». Электронный мэдчестер стал важной частью рейв-субкультуры.

#### Музыкальный авангард
Авангардная музыка в 1980-е годы развивалась обособленно как от мейнстрима, так и от альтернативного рока — она опиралась в основном на достижения авангарда 60-70-х гг.
Появившись в 70-е годы, в 80-х вступила в новую фазу — экспериментов как в музыке, так и в области «живых» выступлений — экспериментальная, с влиянием прог-рока группа The Residents, реальные участники которой до сих пор сохраняют инкогнито. На основе джаза и авангардного блюза (в том числе работ Капитана Бифхарта) создаёт экспериментальные блюз-рок-альбомы с влиянием кабаре и альтернативного рока Том Уэйтс, обладающий своеобразным тембром голоса. В 1981 г. начинает сольная карьера Джона Зорна — выдающегося авангардного музыканта, чья музыка развивала джазовые идеи Фрэнка Заппы, при этом опираясь на достижения классического фри-джаза (Орнетт Коулман, Джон Колтрейн) и используя элементы самых разных стилей — от электроники до хардкора. Вплоть до настоящего времени Джон Зорн — один из лидеров рок-авангарда.

### Рок-музыка 1990-х годов

#### Альтернативакак часть мейнстрима
К началу 90-х гг. рок-музыка оказалась в кризисе, уступая позиции поп-музыке и находясь в мейнстриме либо за счёт малочисленных звёзд поп-рока, либо за счёт уже не имевших прямого отношения к року жанров. Однако в начале 1990-х случился прорыв — андеграундная альтернативная музыка вошла в мейнстрим. С одной стороны, это вызвало недовольство радикально настроенных фанатов, с другой — все, казалось бы, противоположные альтернативные субкультуры (инди, панк, метал, техно) стали сотрудничать и искать новые пути развития.

##### Гранж

###### Расцветгранжа
Вплоть до 1991 года гранж развивался как андерграундное явление сиэтльской сцены. Поворотным моментом в музыке 90-х стал неожиданный громкий успех альбома «Nevermind» гранж-группы Nirvana. Именно с этого момента инди-музыке стало отводиться время в американском теле- и радиоэфире, а лидер Nirvana Курт Кобейн был объявлен «голосом поколения». Музыка Nirvana была квинтэссенцией гранжа — тягучей, отчаянной, депрессивной, построенной на мрачных повторяющихся риффах смесью альтернативного рока и панк-рока. По сравнению с предшественниками, музыка Nirvana стала куда более мелодичной (влияние Hüsker Dü и The Pixies).
Вслед за успехом Nirvana в мейнстрим стали проникать и другие гранж-группы. В первую очередь это «большая четвёрка» гранжа, в которую, наряду с Nirvana, входили Pearl Jam, Alice in Chains и Soundgarden. Если музыка Pearl Jam, которых считают одной из наиболее влиятельных групп 90-х, также была гранжем с сильным влиянием панка и своеобразной мелодикой, то Alice in Chains и Soundgarden играли несколько другую форму этого направления — более монументальный рок, на который оказал большее влияние не панк, а метал (в частности, Black Sabbath).
Вслед за первой волной гранжа появился ряд последователей: Stone Temple Pilots, Bush, Silverchair. К 1994 году широкая популярность гранжа стала сходить на нет, что было частично вызвано смертью Курта Кобейна. Однако влияние гранжа на рок-музыку 1990-х значительно.

###### Постгранж
Вскоре после спада гранжа начал развиваться поджанр постгранж, группами которого создавалось на гранжевой основе более коммерческое, лёгкое звучание. Повлияли на становление жанра как классики гранжа (в том числе Melvins), так и метал 70-х. Среди первых постгранж-групп — Third Eye Blind, The Goo Goo Dolls, Matchbox Twenty. Нередко постгранж-группы создавали бывшие участники групп гранжа: Дэйв Грол из Nirvana создал Foo Fighters, Крис Корнелл из Soundgarden — Audioslave. Родственной постгранжу была влиятельная инди-группа Smashing Pumpkins, в чьей музыке есть влияние и психоделии, и готик-рока.

##### Брит-поп
К началу 1990-х ведущие направления британской инди-сцены мэдчестер и шугейзинг сошли на нет, а гранж в Британии так и не стал широко популярен. На смену этим жанрам пришёл получивший широкое распространение стиль брит-поп, который возник на основе идей The Stone Roses и The Smiths. Хотя этот термин применим и к ряду групп 1960-х, под брит-попом 1990-х понимается особый стиль музыки, меланхоличный и мелодичный, основанный на смешении гитарного звучания инди-рока и гармоний групп британского вторжения.
Наиболее влиятельными группами брит-попа стали Blur и Oasis. Первые стояли ближе к корням брит-попа — мюзик-холльным гармониям The Kinks и The Small Faces; вторые больше ориентировались на британскую психоделию (The Beatles). Известное противостояние этих групп в чартах в 1995 г. получило название «The Battle Of Britpop».
У истоков жанра стояли также Pulp, на которых, помимо The Beatles и The Kinks, существенное влияние оказали артисты глэм-рока — как на музыку, так и на сценический образ. Участвовали в развитии жанра Suede, Supergrass, The Verve, Gene. Однако вскоре и брит-поп стал терять массовую популярность — одни группы двигались к более традиционному инди-року, у других начинался творческий кризис. Тем не менее, влияние брит-попа на развитие музыки 1990-х и 2000-х столь же велико, как и гранжа.

##### Альтернативный иинди-рок
Развитие альт-рока в 1990-е продолжается как на основе брит-попа и гранжа, так и за счёт развития идей, заложенных классиками 80-х. Впрочем, переход значительной части альтернативных артистов на крупные лейблы вызвал недовольство некоторой части фанатов и признание этой музыки «ненастоящим инди».
На основе брит-попа постепенно сформировала свой особенный стиль одна из наиболее влиятельных инди-групп десятилетия — Radiohead. Их стиль характеризуется смешением идей инди-рока, краут-рока, арт-панка и даже IDM в меланхоличных, атмосферных, порой весьма экспериментальных композициях. Стиль Radiohead оказал серьёзное влияние на развитие британской инди-сцены 90-х. Близки к брит-попу были и Manic Street Preachers — сильная инди-группа, в чьей музыке заметно влияние постпанка и американского альт-рока конца 80-х, в имидже — глэм-рока, а тексты отличались политизированностью. В отличие от них, Tindersticks играли крайне меланхоличную мелодичную музыку с элементами джаз-рока. Среди других пост-брит-поп групп — Muse, испытавшая влияние метала и электроники, Travis, Coldplay, Placebo.
В 1990-х развивается «женский» альтернативный рок: существовавшие ещё с середины 80-х Throwing Muses, созданные экс-басисткой Pixies The Breeders, PJ Harvey, Garbage.
Немалое влияние на рок-музыку второй половины 1990-х оказали Pavement; уже с первого альбома они стали лидерами мелодичного и в то же время экспериментального инди-рока. Крайне необычным саундом отличалась группа Morphine, соединившая элементы рока, джаза и блюза. Необычный, построенный на бас-гитаре саунд использовали Primus, для определения стиля которых было придумано название «фанк-метал». Певец Beck начал исполнять ироничные постмодернистские поп- и инди-песни с элементами самых разных стилей — фолк-рока, электроники, психоделии, хип-хопа.
В начале 1990-х достигли крупного коммерческого успеха Red Hot Chili Peppers — группа, действовавшая на стыке фанка и рока с сильным влиянием панка и продолжающая оставаться крайне успешной до настоящего времени.
Возникает и ряд своеобразных новых подстилей, среди которых наиболее популярен стал построк — музыка с упором на текстуру, для которой характерны плотный, атмосферный саунд и необычное использование привычных музыкальных инструментов, а также применение элементов эмбиента, джаза, электроники. Наибольшего успеха достигли построк-группы Tortoise, Sigur Ros, Mogwai. Жанр мат-рок, произошедший от нойз-рока, характеризуется усложнённой ритмической структурой и резкими, часто негармоничными риффами (Battles, Don Caballero, Faraquet). К направлению лоу-фай, для которого характерно намеренно низкое качество записи, причисляют и Beck, и Pavement.

###### Электронный рок
Вслед за экспериментами мэдчестерцев и New Order в области скрещивания рока и техно в 1991 году вышел альбом группы Primal Scream «Screamadelica», в котором инди-рок был совмещён с кислотным хаусом и техно. С этого релиза началось как проникновение бывших андерграундными поджанров электроники в мейнстрим, так и попытки совместить их с роком. В 90-х подобные эксперименты нередко достигали крупного коммерческого успеха (Prodigy, Chemical Brothers). В конце 90-х появился также некрупный поджанр индитроника — смешение инди и электронного стиля IDM (The Postal Service, Hot Chip).

##### Альтернативный поп
Наиболее лёгкий, приближенный к поп-музыке инди-рок 90-х принято условно называть альтернативным попом. В 90-х он был представлен, в первую очередь, исполнительницами-женщинами (Аланис Мориссетт, Фиона Эппл). Среди других примечательных исполнителей альтернативного попа — играющая на стыке панка и поп-музыки «анархо-поп» группа Chumbawamba.
Понятие «колледж-рок» в 90-е годы трансформировалось. В это время колледж-радиостанции крутили в большинстве своём довольно банальный и безыдейный в музыкальном отношении инди-поп или пауэр-поп. Среди групп колледж-пауэр-попа наиболее примечательной можно считать Weezer.
Постпанк-поколение оставило за собой ряд интересных сольных исполнителей в жанре авангардного попа. Среди них — Ник Кейв (экс-The Birthday Party), Питер Мёрфи (экс-Bauhaus), Гэвин Фрайдей (экс-Virgin Prunes).

##### Поп-панк
К началу 90-х как традиционный панк, так и хардкор, и oi! начали изживать себя. Одной из последних влиятельных групп традиционного панк-рока стали NOFX, в чьей музыке, помимо хардкора, присутствовали и своеобразный мелодизм, и элементы ска. Однако в 1994 году два альбома групп Green Day и Offspring неожиданно добились крупного коммерческого успеха. Так началась волна вливания панк-рока в мейнстрим. Облегчённый и мелодичный панк-рок такого рода получил название поп-панк; подобный термин появился ещё в 70-е для обозначения Ramones и Buzzcocks, и действительно, музыкально поп-панк Green Day и Offspring был близким явлением — хотя не без влияния мелодичного хардкора вроде Descendents.
На волне популярности первых поп-панк-групп стали возникать новые (Blink 182, Sum 41, New Found Glory). Относительный успех имели также группы юмористического панка — это как продолжавшие карьеру The Toy Dolls, так и новые (The Presidents of the United States of America, The Me First And The Gimme Gimmes). Важнейшие поп-панк-группы продолжают выпускать интересные работы вплоть до настоящего времени.

#### Металв 1990-е: новые жанры
К началу 1990-х годов уже закончился период расцвета классического хеви-метала и формирование новых, более экстремальных ответвлений. Поэтому, за редкими исключениями, метал стал развиваться в более авангардных или основанных на смешении с какими-то другими стилями направлениях. Некоторые из этих направлений добились крупного коммерческого успеха.

##### АльтернативныйиНю-метал
В США мейнстримом развития тяжёлой музыки в 1990-е становится сочетание её с альтернативным роком, гранжем и рэпом. Так формируется альтернативный метал — разнородный и эклектичный жанр, в котором присутствовали элементы многих других жанров (от инди-рока и гранжа до хип-хопа и фанка), который стал популярным и распространённым вскоре после завоевания популярности гранжем. Ещё в 80-е появилась значительная часть важных для жанра групп: например, Nine Inch Nails и Ministry, комбинировавшие метал с индастриалом. Одной из наиболее повлиявших на развитие альт-метала 1990-х групп является Faith No More, чья экспериментальная тяжёлая музыка совмещала метал, фанк, рэп, а также элементы прога и джаза. Фанковая гитарная основа, элементы хип-хопа — все эти идеи, впервые использованные Faith No More, стали органичной частью метала 1990-х. На волне успеха альт-метала появилось множество самых разноплановых групп: Rage Against The Machine совмещали метал с рэпом (т. н. рэпкор), Incubus — с фанком, Tool — с арт-роком.
В середине 1990-х годов под влиянием грув-метала, трэш-метала, гранжа и рэпа появляется поджанр альтернативного метала — ню-метал. Основателем этого стиля принято считать группу Korn. Немалое влияние на жанр оказали элементы фанка, введёные в альтернативный рок Faith No More и Red Hot Chili Peppers, а также эксперименты Beastie Boys. Вместе с Korn появляются и другие группы «первой волны» ню-метала, которые играли разные стилевые варианты жанра и нередко добивались успеха: Deftones и Slipknot использовали сочетание брутального саунда и фанка, System Of A Down представила самое необычное сочетание различных музыкальных направлений — хэви-метала, ню-метала, металкора, панк-рока. Disturbed и Deftones — элементы хэви- и трэш-метала, Coal Chamber и Evanescence — готик-рока, Manhole — хардкора. Наиболее коммерчески успешным стал гибрид ню-метала и рэпкора (тяжёлый саунд и речитатив), представленный Linkin Park и Limp Bizkit.

##### Готик-метал, симфоник-метал, фолк-метал
В Европе развитие метала происходило в ином ключе, нежели по другую сторону Атлантики. Здесь чаще зарождались и становились популярны более мелодичные жанры с использованием нетипичных для метала клавишных, симфонических или народных инструментов, влиянием классической и этнической музыки, средневековой или готической эстетики, зачастую с женским вокалом. Периодически к «европейскому» звучанию прибегали и группы из США.
В начале 1990-х ряд групп, преимущественно европейских, начал смешивать медленный мрачный дум-метал с мелодикой и эстетикой готик-рока. Новый жанр получил название «готик-метал». Его ключевыми представителями в 1990-е стали Type O Negative (единственная среди пионеров жанра группа из США), Paradise Lost, Tiamat, Lacrimosa, Lake of Tears. Целый ряд групп в этом жанре использовал женский вокал или дуэты «красавица и чудовище» — пионерами в этом отношении стали группы The Gathering, Theatre of Tragedy и Tristania.
В европейском метале конца 1990-х большое распространение получило использование элементов классической музыки — таких, как живые оркестры (или замена их аналогичными синтезаторными эффектами) и богатый, почти оперный женский вокал. На основе пауэр-метала, готик-метала и классического кроссовера сформировался особый поджанр симфоник-метал. Его появление обычно связывают с экспериментами группы Therion в середине 90-х. Помимо них, наибольшей известности добились группы Nightwish, Within Temptation, Epica, Apocalyptica, каждая из которых смогла создать свой узнаваемый и запоминающийся стиль. Представители других жанров метала, таких как пауэр-метал (Rhapsody of Fire, Kamelot, Powerwolf), блэк-метал (Dimmu Borgir, Cradle of Filth) или готик-метал (Lacrimosa) также привнесли элементы симфоник-метала в свою музыку.
Другим популярным в Европе направлением в 1990-е и 2000-е стал фолк-метал — смешение металлической музыки с народной и этнической музыкой. Среди его пионеров — Skyclad, Cruachan и Mago de Oz. В фолк-метале используются инструменты (флейты, скрипки, гармоники, волынки) и мелодии, типичные для фолк-музыки, а тексты часто посвящены темам средневековья, народных верований, язычества. Этот жанр оказался разнообразен и состоял из довольно различных по звучанию региональных сцен. Так, в Скандинавии преобладал более тяжёлый фолк-метал, близкий к викинг-металу (такие группы как Finntroll, Ensiferum, Turisas, Týr, Heidevolk). Немецкая сцена (так называемый Mittelalter-Metal) отличалась смешением с индастриал-металом (такие группы как In Extremo, Tanzwut, Subway to Sally). Возникли также подвиды кельтский метал и ближневосточный метал.

##### Стоунер-рок
В начале 1990-х стал развиваться ещё один поджанр метала — стоунер-рок (стоунер-метал), который обращался к идеям психоделического рока и раннего метала (Джимми Хендрикс, Black Sabbath), пытаясь передать музыкальными средствами метала ощущения от LSD-трипа или курения марихуаны. Жанру положил начало релиз 1992 года группы Kyuss, добившийся немалого успеха и у критики, и у публики. Вслед за ним стали появляться другие видные представители жанра — Sleep (делавшая уклон к дум-металу), Fu Manchu, (из которой позже образовалась Nebula), Monster Magnet (отличительной чертой которых являются наработки спейс-рока), Queens Of The Stone Age (созданная бывшими участниками группы Kyuss).

##### Развитие традиционных жанров
Несмотря на общий упадок хэви-метала, трэш-метала и других традиционных поджанров, отдельные крупные фигуры традиционного метала появлялись и в 90-х. Прежде всего это Pantera, которые оказали решающее воздействие на формирование пост-трэш-жанра грув-метал. Также в 90-х прошла очередная волна блэк-метала — более мелодичного и с влиянием готик-метала и симфоник-метала. Группы этой волны (Dimmu Borgir, Cradle of Filth) добились наибольшего коммерческого успеха за всю историю блэка.

#### Авангардная рок-культура
Помимо продолжавшего творческую деятельность Джона Зорна, ряд других коллективов также играли рок-авангард или просто оригинальную, не вписывающуюся в жанровые рамки музыку. Лидером авангардного рока конца 1990-х-2000-х вполне можно назвать Майка Паттона — вокалиста Faith No More. В своей сольной карьере во множестве проектов (самые известные — Mr. Bungle, Fantômas, Peeping Tom, Tomahawk, совместный альбом с The Dillinger Escape Plan) он создаёт своеобразные записи, сочетающие оригинальный вокал, элементы авангардного метала и самые разнообразные стилистические эксперименты. На стыке электронной музыки и хардкора создавали жёсткие нойзовые записи одни из наиболее бескомпромиссных панк-музыкантов 90-х — Atari Teenage Riot. Начинавший сольную карьеру ещё в 60-х певец Скотт Уокер в 90-х и 2000-х записал крайне своеобразные работы, в которых сочетаются поп-музыка, нойз, классическая музыка, электроника. Jon Spencer Blues Explosion отличались оригинальным стилем, вобравшим в себя инди-рок, нойз-рок и блюз; их можно назвать одними из первых артистов, возрождавших гаражную эстетику. Постиндустриальное поколение музыкантов создало своеобразные стили неофолк и дарк-фолк (известнейшая группа — Current 93). К середине 90-х, наконец, стабилизировав состав, группа The Legendary Pink Dots окончательно сформировала свой оригинальный стиль, смешав классическую психоделию в духе ранних Pink Floyd, краут-рок, Нью-вейв, индастриал, дарк-фолк, нойз и дарк-эмбиент. Из групп индустриальной сцены, отказавшись от агрессивности звучания в пользу большей мелодичности, на первый план выступили Einstürzende Neubauten.
Развитие авангардной сцены 90-х стало показателем успешного продолжения музыкального поиска, экспериментов в музыкальном мире.
Экспериментальным саундом, усложнёнными структурами, экспериментами с элементами самых разных жанров (от арта до фолка) песен отличался авангардный метал — примерами такого рода музыки являются Arcturus, Diablo Swing Orchestra, Ulver.

### Рок-музыка 2000-х годов
Фактически, с 2000 по 2009 годы в рок-музыке не появилось ни одного крупного жанра. Этот кризис в какой-то степени был компенсирован возрождением и последующим развитием ряда поджанров альтернативного рока — в первую очередь гаражного рока, постпанка и брит-попа, а также (в связи с развитием Интернета и доступностью музыки) возвращением интереса к некоторым жанрам, таким как прогрессивный рок, блюз-рок, глэм-метал и т. д. Некоторые коллективы «классического рока» воссоединились и провели концертные туры.

#### Возрождениеинди-стилей
Возрождение эстетики гаражного рока началось ещё в 90-е годы — этому способствовали и движение лоу-фай, и переосмысленный блюз-рок Jon Spencer Blues Explosion. Одной из первых групп, которые возродили гаражный рок, стали The White Stripes — дуэт, музыка которых основана на риффах метала 70-х, панк-рок-энергетике, гаражной подаче материала и использовании элементов фолка, кантри и особенно блюз-рока. Помимо The White Stripes, базовыми группами возрождения гаражного рока стали The Strokes, The Vines и The Hives. Вслед за ними поднялась детройтская рок-сцена (из которой вышли The White Stripes), представленная Von Bondies, The Dirtbombs, The Detroit Cobras, The Go. Близка к стилю также группа Yeah Yeah Yeahs, исполняющая инди-рок с влиянием арт-панка и женским вокалом.
Другой линией возрождения гитарной ретро-музыки стало нарастание популярности гитарного постпанка и брит-попа. Эти стили объединены у наиболее популярных вплоть до настоящего момента британских рок-групп — Kasabian, Franz Ferdinand и Arctic Monkeys, чей мелодичный брит-поп с элементами электронного бита был подхвачен другими группами Hot Hot Heat, The Libertines, The Killers, The Bravery. Однако часть групп опираются и на чистый постпанк, с влиянием прежде всего Joy Division — это в первую очередь Interpol и Editors. Электронный постпанк представляют LCD Soundsystem, She Wants Revenge.

#### Нео-прогрессив
Возрождение прогрессив-рока началось ещё в 90-е годы, но именно в начале 21-го века уровень популярности прогрессива практически достиг уровня середины 70-х годов, когда этот поджанр рок-музыки достиг пика как в творческом, так и в коммерческом плане.
Несмотря на то, что большой вклад в его популяризацию внесли британцы Porcupine Tree, считающиеся главной прогрессив-группой Европы, наибольший вклад в развитие нео-прогрессива, как стиля, несколько обособленного от своего «прародителя» и продолжающегося развиваться в разных направлениях, сделала мексикано-американская группа The Mars Volta, образовавшиеся уже в 2000-е годы на руинах постхардкорной формации At the Drive-in. В первую очередь это связано с тем, что The Mars Volta являются наиболее успешными в коммерческом плане представителями нео-прогрессива, возглавив чарты многих стран мира и продав около 10 миллионов альбомов.
Развитие нео-прогрессива идёт сразу в нескольких направлениях:
- Во-первых, это молодые группы, участники которой ранее играли в более примитивных рок-группах (пример The Mars Volta, появившихся на месте распавшихся At the Drive-In, считается хрестоматийным).
- Во-вторых, это группы, которые в связи с творческими поисками и растущим уровнем игры музыкантов постепенно усложнят свой саунд — тут в качестве примера можно привести Muse, фактически променявших альтернативный рок на нео-прогрессив. Также можно привести в пример группы, некогда игравшие экстремальные направления металла, но с недавних пор начавшие развивать свой стиль (тут характерен пример группы Opeth, некогда игравших дэт-метал, а ныне считающихся локомотивами скандинавского прогрессив-рока), а также группы альтернативного рока и даже ню-метал, чей стиль развился настолько, что его можно назвать прогрессивом (например, Coheed and Cambria).
- В-третьих, это группы, изначально играющие эту музыку с начала 90-х и даже конца 80-х годов, но получившие всемирную известность уже в наше время — характерен пример Porcupine Tree и, в какой-то степени, Dream Theater, а также итальянской группы Syndone.

The Mars Volta сильно отличаются от остальных групп этой сцены широчайшим охватом исполняемых жанров и стилей: фактически они затронули все стили рок-музыки, от джаз-фьюжн и построка до альтернативного металла и несколько смягчённого постхардкора, а также вышли за пределы рока, экспериментируя с сальсой, дабом, электроникой, эмбиентом и даже трип-хопом. Они также предпочитают несколько дистанцироваться от других групп прогрессивного рока, отказываясь с ними гастролировать и принимать участие в их записях. В интервью гитарист и лидер группы Омар Родригес-Лопес неоднократно отвергал принадлежность группы к этому жанру, при этом признавая безусловное влияние Роберта Фриппа на свой стиль игры. Многие фанаты группы продолжают определять их стиль как «усложненный инди-рок».
Porcupine Tree считаются более «традиционными» музыкантами. При разнообразии охватываемых стилей, группа по-прежнему опирается на классический прогрессив 1970-х, в первую очередь Pink Floyd и Genesis.
Остальные группы нео-прогрессива значительно уступают этим трём группам (Muse, Porcupine Tree, The Mars Volta) как в коммерческом плане, так и в плане влияния на другие рок-группы.

#### Развитие альтернативного попа
Целый ряд направлений, близких к инди-року и инди-попу, в 2000-х гг. достигают определённой популярности. Прежде всего, это ряд артистов на стыке инди-рока и фолка, иногда близких к неофолку — Суфьян Стивенс, 16 Horsepower, Iron & Wine, Devendra Banhart.
Другим направлением, получившим развитие, стал инди-поп-рок с элементами кабаре и, обычно, определённым влиянием панк-рока или возникшего на основе панка направления антифолк. Это театрализированная панк-кабаре группа The Dresden Dolls, певицы Casey Dienel, Регина Спектор; реже появляются группы этого жанра с мужским вокалом (Man Man).

### Рок-музыка 2010-х и 2020-х годов

#### Упадок популярности
С начала 2010-х гг. популярность рок-музыки начала заметно снижаться, а новые группы мирового масштаба известности стали все большей редкостью. В 2017 году рок уступил хип-хопу место самого популярного жанра музыки в США, и практически перестал появляться на высоких позициях в Billboard Hot 100. Годом ранее обозреватель The New York Times Билл Фланаган констатировал, что рок-музыка перестала быть интересна подросткам, и в целом находится на стадии развития, аналогичной джазу в начале 1980-х гг. По мнению обозревателя Genius Кена Партриджа, рок, как музыка «гетеросексуальных белых мужчин с гитарами», не смог конкурировать с хип-хопом в отражении новых тенденций в политике США 2010-х гг., в том числе таких движений, как Black Lives Matter. Спад популярности был заметен уже в 2000-х, когда в Billboard Hot 100 остался почти исключительно поп-рок, почти вытесненный оттуда танцевальной и электронной музыкой в 2009—2011 гг. (но в 2013 году рок пережил небольшой всплеск популярности на радио благодаря таким группам, как Imagine Dragons и Fall Out Boy). На протяжении 2010-х гг. рок, особенно альтернативный рок, практически не эволюционировал, и в нём не появилось новых крупных сцен; кроме того, в эпоху стриминговых сервисов все менее актуальной стала ориентация рок-сцены на издание музыки в виде альбомов. Ещё одним ударом по рок-сцене стала пандемия COVID-19 в начале 2020-х гг, которая привела к масштабной отмене концертов, фестивалей и церемоний награждений, и в ходе которой приобрели популярность менее энергичные и более медленные и акустические варианты рок-музыки.

#### Возрождение стилей 1960-80х гг.
С начала 2010-х гг. заметную популярность получили группы, пытающиеся возрождать звучание психоделического и прогрессивного рока (неопсиходелия и неопрог), прежде всего в Австралии (например, Tame Impala) и Европе. Середина 2010-х гг. также ознаменовалась большим успехом групп, возрождающих звучание классического рока конца 1960-х гг., таких как The Struts с альбомом «Everybody Wants» (2014), Greta Van Fleet с альбомом «Anthem of the Peaceful Army» (2018), а также Rival Sons и многие другие группы. В японском роке международного успеха в середине 2010-х гг. добилась группа One Ok Rock.
В начале 2020-х гг. ряд поп- и рэп-исполнителей (Machine Gun Kelly, Yungblud, Уиллоу Смит, Trippie Redd, Холзи, Оливия Родриго) выпустили альбомы с существенным влянием поп-панка, получившие широкую популярность в том числе в TikTok. Многие из этих альбомов были спродюсированы барабанщиком Blink-182 Трэвисом Баркером.
В конце 2010-х гг. и начале 2020-х гг. заметно вырос интерес к постпанку и смежным жанрам. Ряд новых британских и ирландских групп, играющих в этом стиле (например, Black Midi, Wet Leg, Squid, Sleaford Mods, Fontaines D.C., Idles, Black Country, New Road и др.), получил названия «Crank Wave» и «Post-Brexit New Wave». В числе постпанк-групп из других стран, получивших известность в этот период времени — Protomartyr (США), Iceage (Дания), Viagra Boys (Швеция) и Kælan Mikla (Исландия). Также международную известность в начале 2020-х гг. получили постпанк-группы с постсоветского пространства, объединяемые термином Russian Doomer Music, прежде всего Molchat Doma (Беларусь) и Ploho (Россия).

## История развития русскоязычной рок-музыки
Русский рок зародился в СССР в 1960-е годы под влиянием мировой, прежде всего западноевропейской и американской рок-музыки, а также испытал влияние бардовской песни. Русский рок XX века часто рассматривают как единое культурное движение, имеющее некоторые общие музыкальные, эстетические и идейные черты.
Своего расцвета и массовой популярности русский рок достиг в 1980-е годы, благодаря ослаблению цензуры в СССР; в этот период появились и приобрели известность такие группы как «Кино», «Ария», «Алиса», «ДДТ», «Браво», «Гражданская Оборона», «Наутилус Помпилиус» и многие другие, а уже известные (например, «Аквариум» и «Машина времени») начали издавать свои альбомы официально, а не посредством самиздата, как это практиковалось музыкантами ранее. Группы «Парк Горького», «Круиз» и «Земляне» предпринимали в тот период весьма серьёзные попытки выйти также и на международный музыкальный рынок.

## Величайшие альбомы рока по версииClassic Rock
В декабре 2001 года британский журнал Classic Rock опубликовал список 100 величайших, по их мнению, альбомов рока. Места с 1-го по 20-е заняли:
1. Led Zeppelin — Led Zeppelin IV (1971)
2. Pink Floyd — The Dark Side of the Moon (1973)
3. Black Sabbath — Paranoid (1970)
4. AC/DC — Back in Black (1980)
5. Led Zeppelin — Physical Graffiti (1975)
6. Guns N’ Roses — Appetite for Destruction (1987)
7. Metallica — Metallica (1991)
8. Nirvana — Nevermind (1991)
9. Bon Jovi — Slippery When Wet (1986)
10. Джими Хендрикс — Electric Ladyland (1968)
11. Radiohead — OK Computer (1997)
12. Def Leppard — Hysteria (1987)
13. Van Halen — Van Halen (1978)
14. Eagles — Hotel California (1976)
15. Джефф Бек — Truth (1968)
16. Marillion — Misplaced Childhood (1985)
17. Pearl Jam — Ten (1991)
18. Deep Purple — Machine Head (1972)
19. Red Hot Chili Peppers — Blood Sugar Sex Magik (1991)
20. Black Sabbath — Master of Reality (1971)

### Русскоязычные ресурсы
- Рок-музыка в каталоге ссылок Curlie (dmoz)
- Илья Смирнов «Глоток свободы»

### Англоязычные ресурсы
- All Music Guide Архивная копия от 11 февраля 2010 на Wayback Machine
- George Starostin’s Reviews
- Rolling Stone.com